# Танок смерті

Якоб фон Віль (Швейцарія). «Танок смерті 2» (зі сценою вигнання з раю перших людей), частина циклу, злам 16-17 ст.

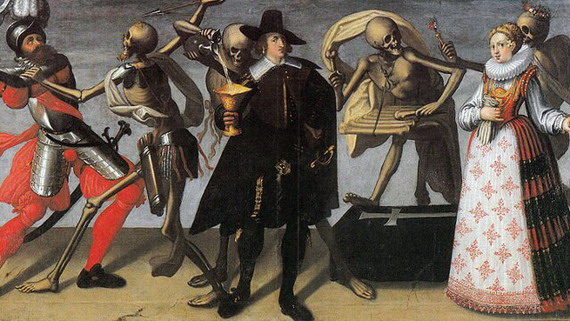
Якоб фон Віль (Швейцарія). «Танок смерті 4», частина циклу, злам 16-17 ст.

Танок смерті (фр. Danse macabre, італ. Danza macabra, англ. Dance of Death, ісп. Danza de la muerte) — поширений мотив у західноєвропейській культурі, спочатку в девізах і літературі, згодом у фресках, живописі та серіях гравюр від XIV до XX ст. а також у музиці й театрі.

## Історія виникнення
В основі слова — арабське مقابر, maqabir (кладовище, цвинтар). Воно перейшло у французьку і згодом стало назвою і сюжету, і своєрідного жанру в образотворчому мистецтві Західної Європи.
Думка про тимчасовість життя і кінець людських страждань опанувала католицькою більшістю напередодні 1000 року. В свідомості більшості були перші спроби відбити ці настрої в образній формі. Тим паче що в основі християнського вчення лежали ті ж настанови марноти життя і людських насолод. Кінець світу не настав 1000 року, але у періоди народних заворушень, війн, голоду і мору, негараздів і надто важких умов життя катастрофічні настрої знову панували в суспільстві. Вони почали нове життя в афоризмах, девізах тощо. Розпочались і пошуки їх образних відбитків, серед котрих жорстокий король, що веде війну на знищення людства тощо.
Візантійське священство прислухалось до подібних висновків мало, катастрофічні прогнози тут не панували. Сюжет не мав поширення у кордонах Візантійської імперії.

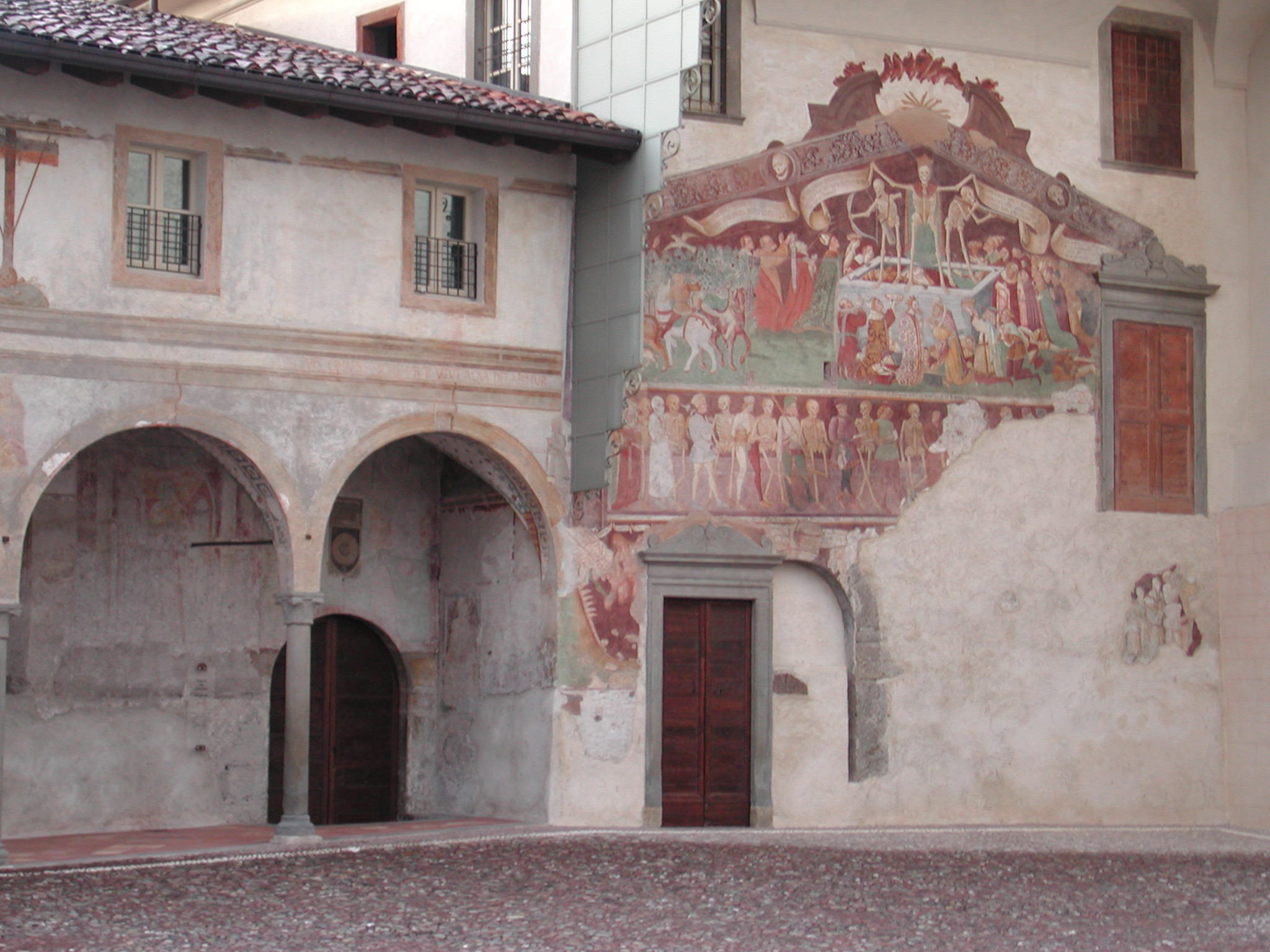
Клузоне (неподалік Бергамо), «Танок смерті». Стінопис на фасаді

Сюжет підхопила середньовічна драма, тісно пов'язана на той час із танком. Звідси поява назви «Танок смерті». У спрощеному вигляді драма виглядала як недовгий діалог між уособленням смерті та двадцятьма чотирма персонажами з метою повчання, дидактики. Ініціатива була підхоплена французькою церквою, де містерію (повчальну драму) допустили у храм, а згодом і на храмові стіни. Знайшлося і візуальне відтворення дії у вигляді хоровода, котрим керує смерть або у вигляді чергування живих представників різних станів з кістяками померлих. Відсутність заборон і канону сприяла появі власних інтерпретацій сюжету при його створенні у різних майстрів. Останні почали насичувати «Танок смерті» власними деталями і особливими настроями. У візуальні інтерпретації прийшли настрої зневіри, надії на покарання несправедливості пригноблених і бідних, їх уява про рівняння всіх станів перед смертю. Смерть подають як безжального пройдисвіта, могутню силу, що примушує підкорятися гріховне людство під власну музику. Кістяки і мерці у хороводі і грали на музичних інструментах, і самі ставали учасниками небезпечного та страхітливого танцю. Вистави-містерії подібного роду отримали поширення у середньовічній Франції. За припущеннями, виводили на підмостя сім братів Маккавеїв, їх матір та Елеазара. Тимчасово дійство тримало назву «Маккавеїв танок». Можливою появою такої назви могло бути також свято у пам'ять перенесення мощей Маккавеїв з Італії у німецький Кельн 1164 року. Збережені відомості про існування «Маккавеївого танка» на мурах цвинтаря Невинних у Парижі від 1380 року. Фігури стінопису на цвинтарі мали віршований повчальний супровід.
Окрім стінописів, сюжет перенесли у мініатюри, у храмову скульптуру. Останні зразки вплинули на створення різьблених рельєфів на дереві і на створення французьких середньовічних килимів.

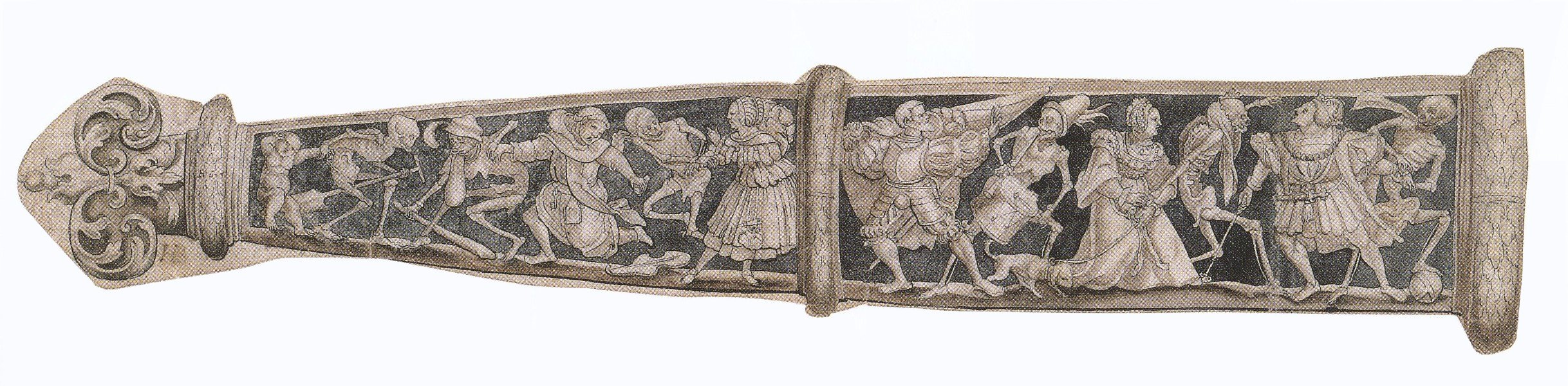
Піхва для ножа з декором «Танок смерті»

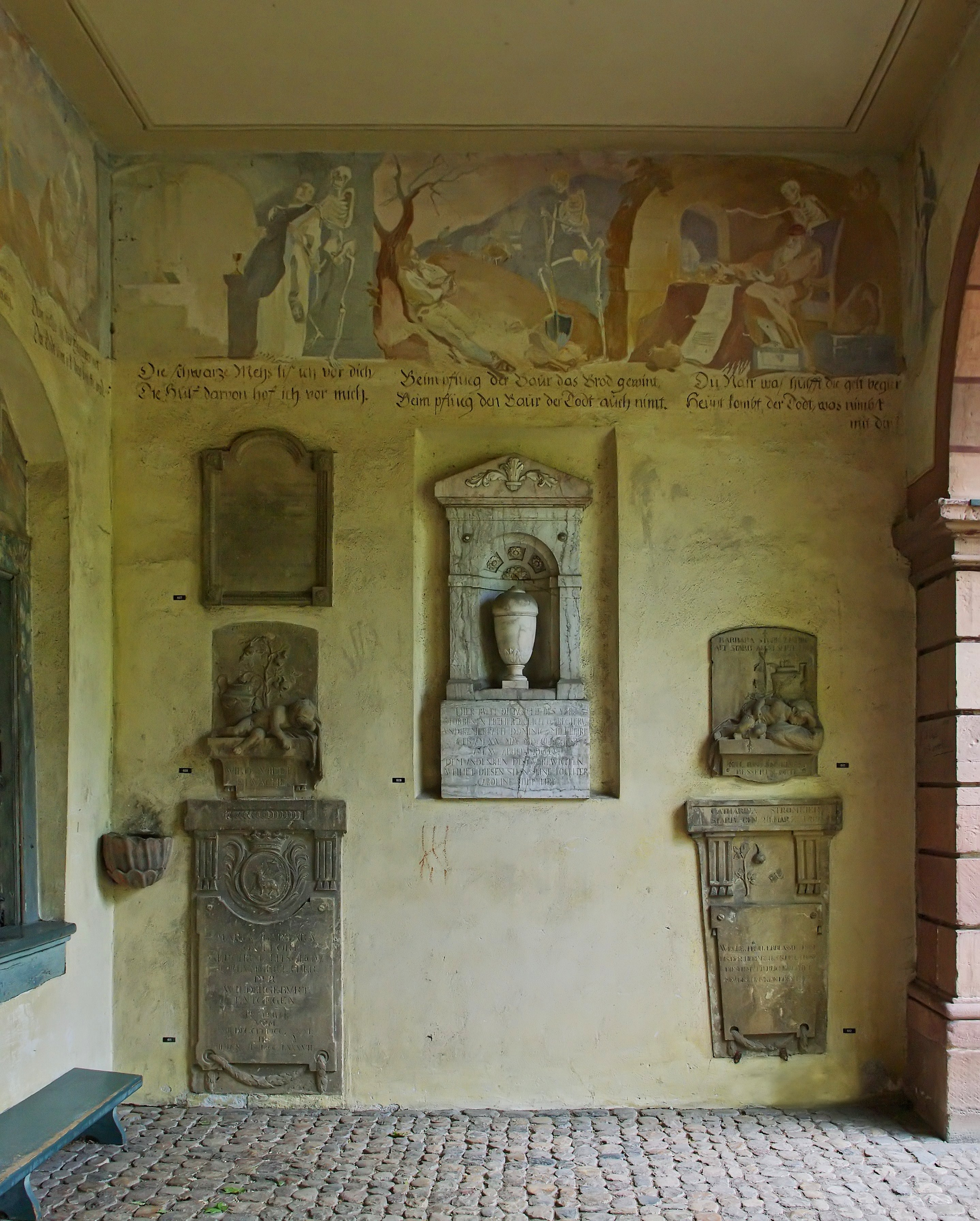
Фреска « Танок смерті », каплиця св. Михаїла, Фрейбург, Німеччина
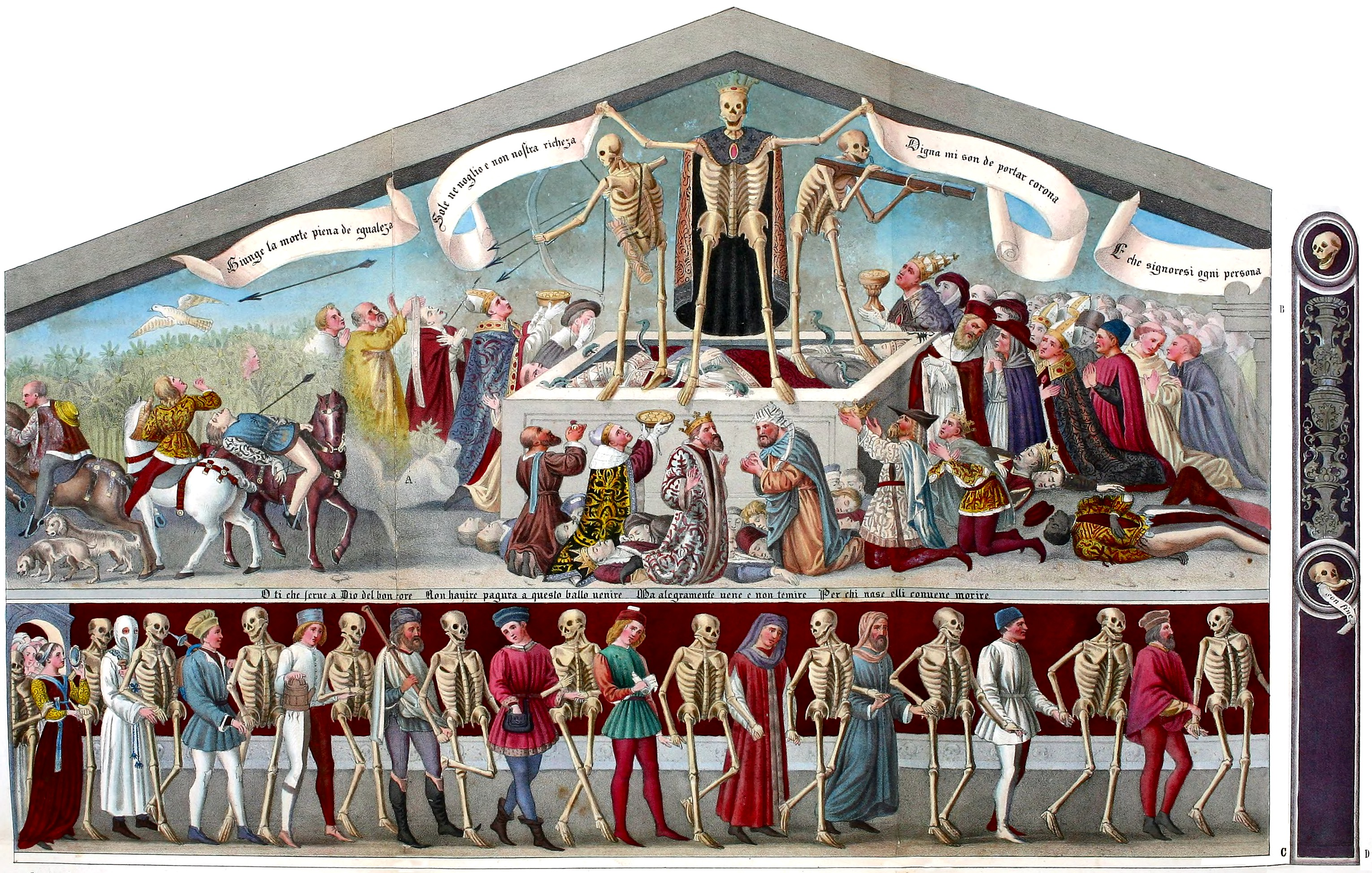
Клузоне, «Танок смерті», повна копія
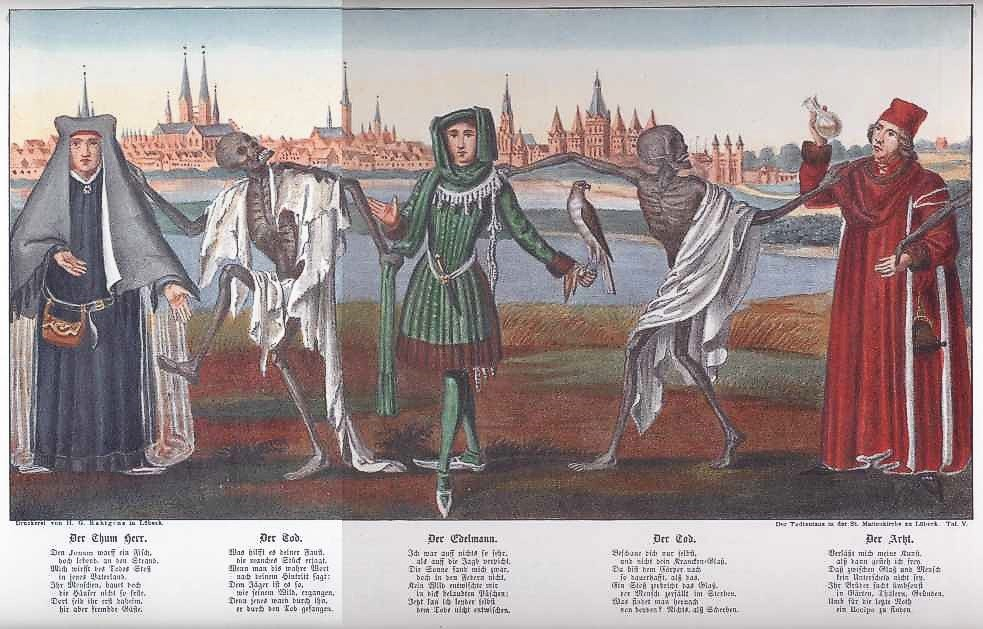
Любек, «Танок смерті»
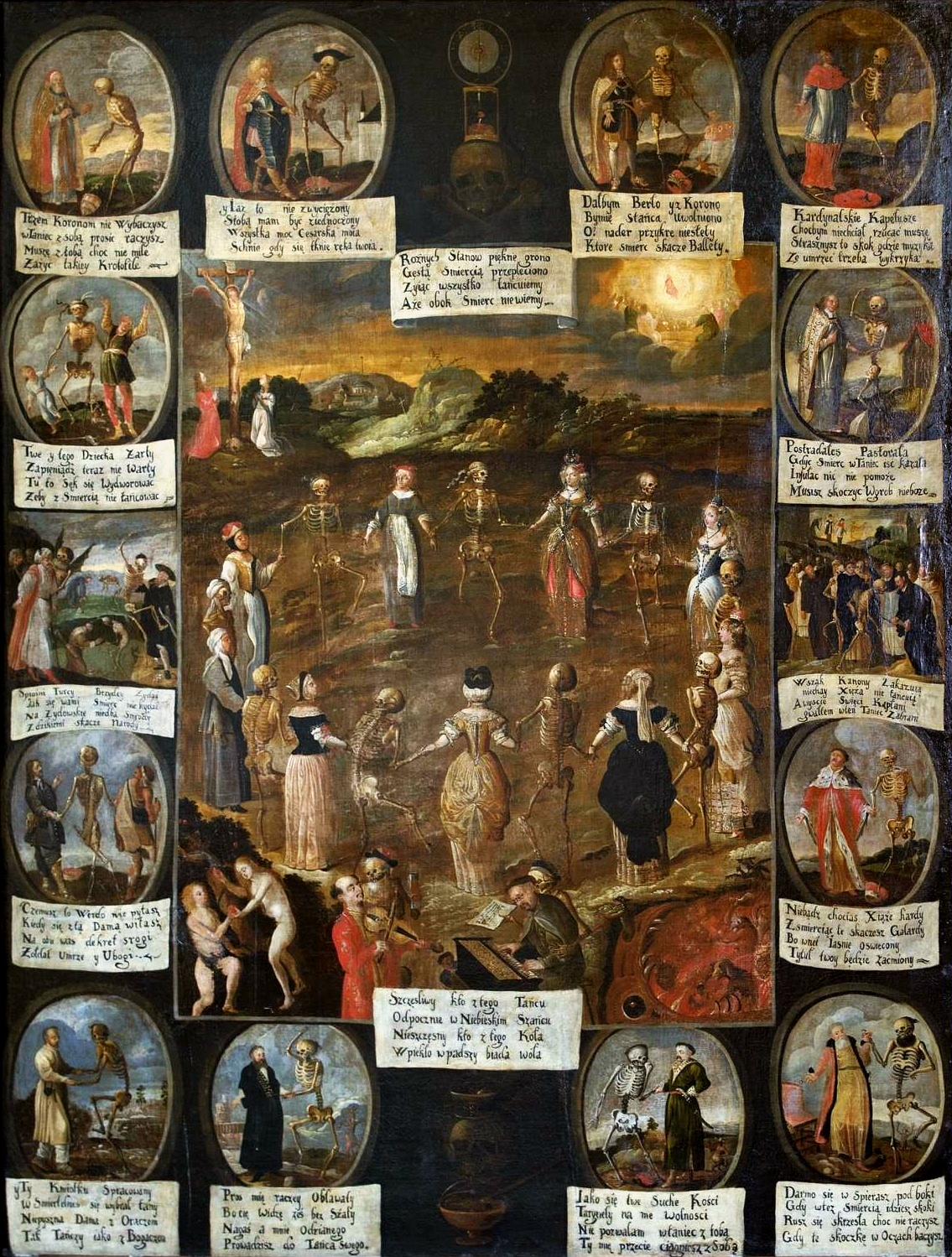
« Танок смерті », монастир бернардинів, Краків

## Побутування сюжету в Британії
В Парижі існував монастирський цвинтар Невинноубитих немовлят. Історія його така. Нібито були збережені реліквії невинно убитих немовлят за наказом царя Ірода у місті Віфлеєм. Мощі Невинноубитих немовлят були тоді у володінні французького короля Людовика IX. Він і передав їх паризькому монастирю, де був цвинтар.
Фрески на цвинтарі Невинноубитих немовлят в Парижі були джерелом для появи теми в мистецтві Британії. Під час захоплення Парижа вояками-англійцями туди прибули і ченці. Чернець Джон Літгейт скопіював стінописи з цвинтарного мура і перевіз їх у Лондон. Близько 1440 року «Танок смерті» був створений на стінах кладовища монастиря св. Павла, а також на стінах якоїсь церкви у місті Стратфорд. Збережені відомості про килим з сюжетом «Танок смерті», котрий також зберігався у Тауері.

## Німецькі інтерпретації
Французькі зразки вплинули на появу аналогічних сюжетів у мистецтві Британії та Іспанії. Про це навіть знайдена згадка у романі Сервантеса «Дон Кіхот». Але ніде «Танок смерті» як жанр образотворчого мистецтва не мав такого поширення, як у мистецтві Німеччини і німецького культурного простору, пройшовши шлях від середньовіччя до мистецтва XX століття.

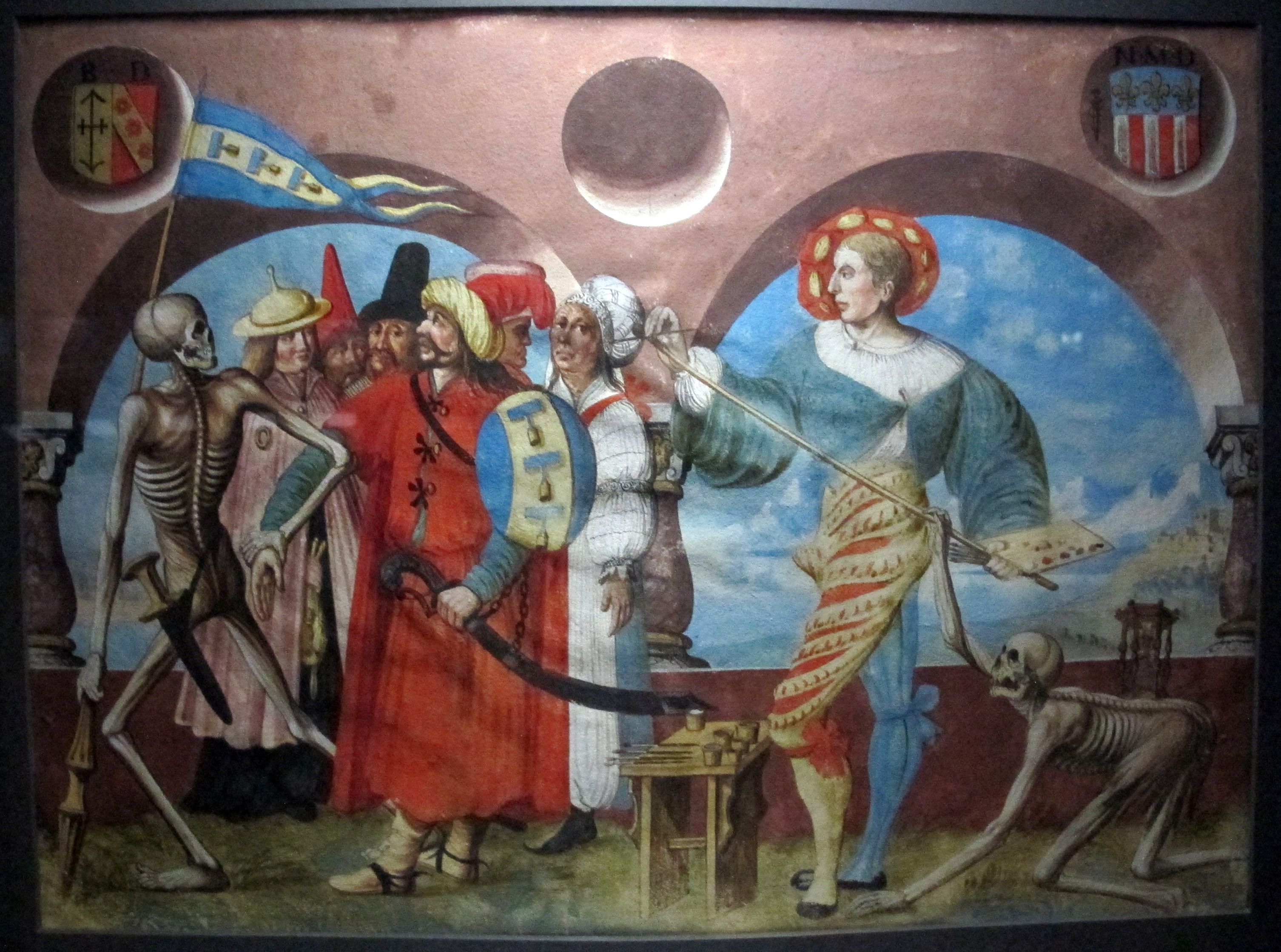
Колишній стінопис домініканського цвинтаря, Берн, Швейцарія. Сцена з художником. Альбрехт Кав, копія твору 1520 р., виконана 1649 р.

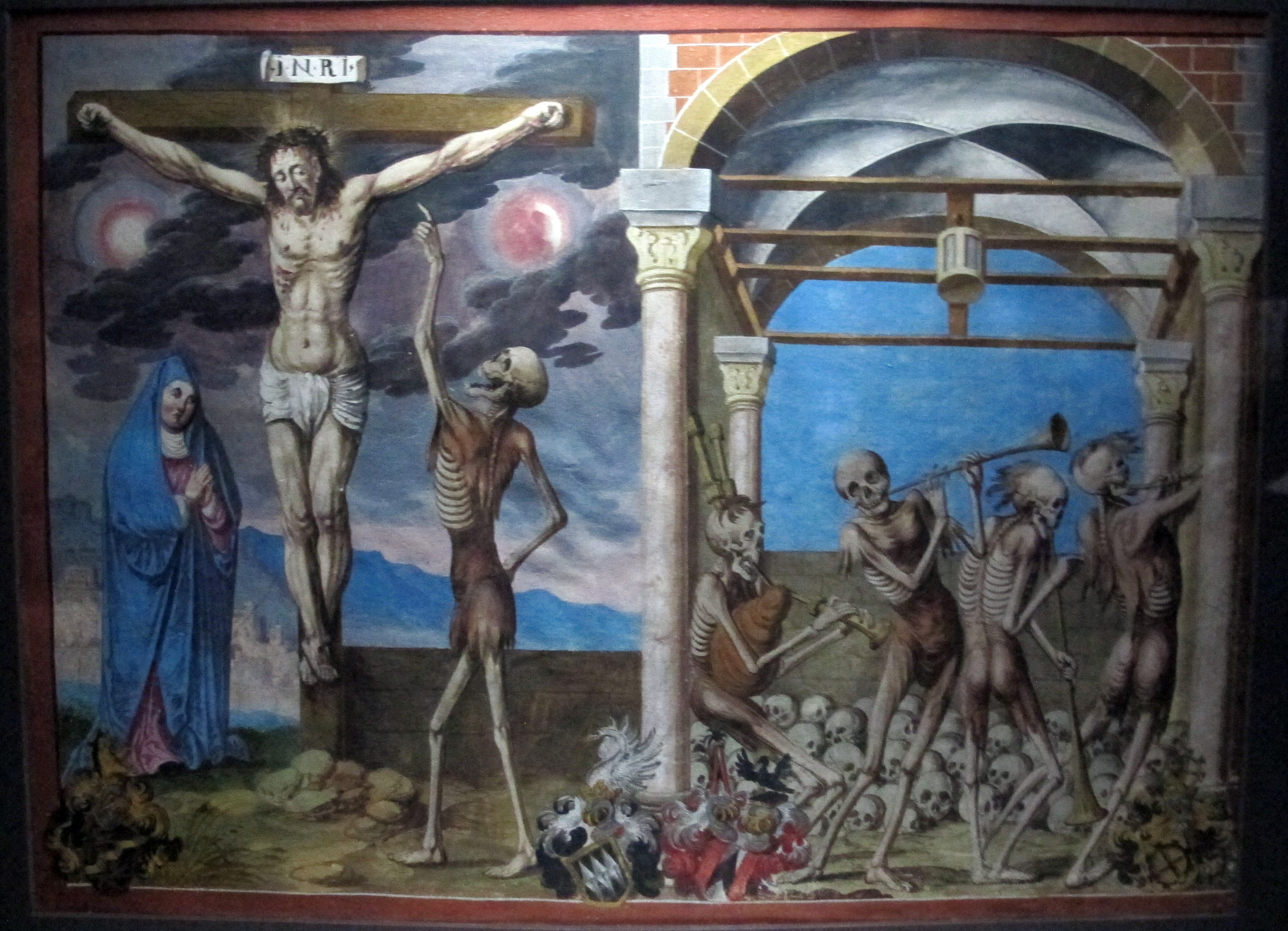
Стінопис домініканського цвинтаря зі сценою розп'яття, Берн, Швейцарія. Худ. Альбрехт Кав, копія твору 1520 р., виконана 1649 р.
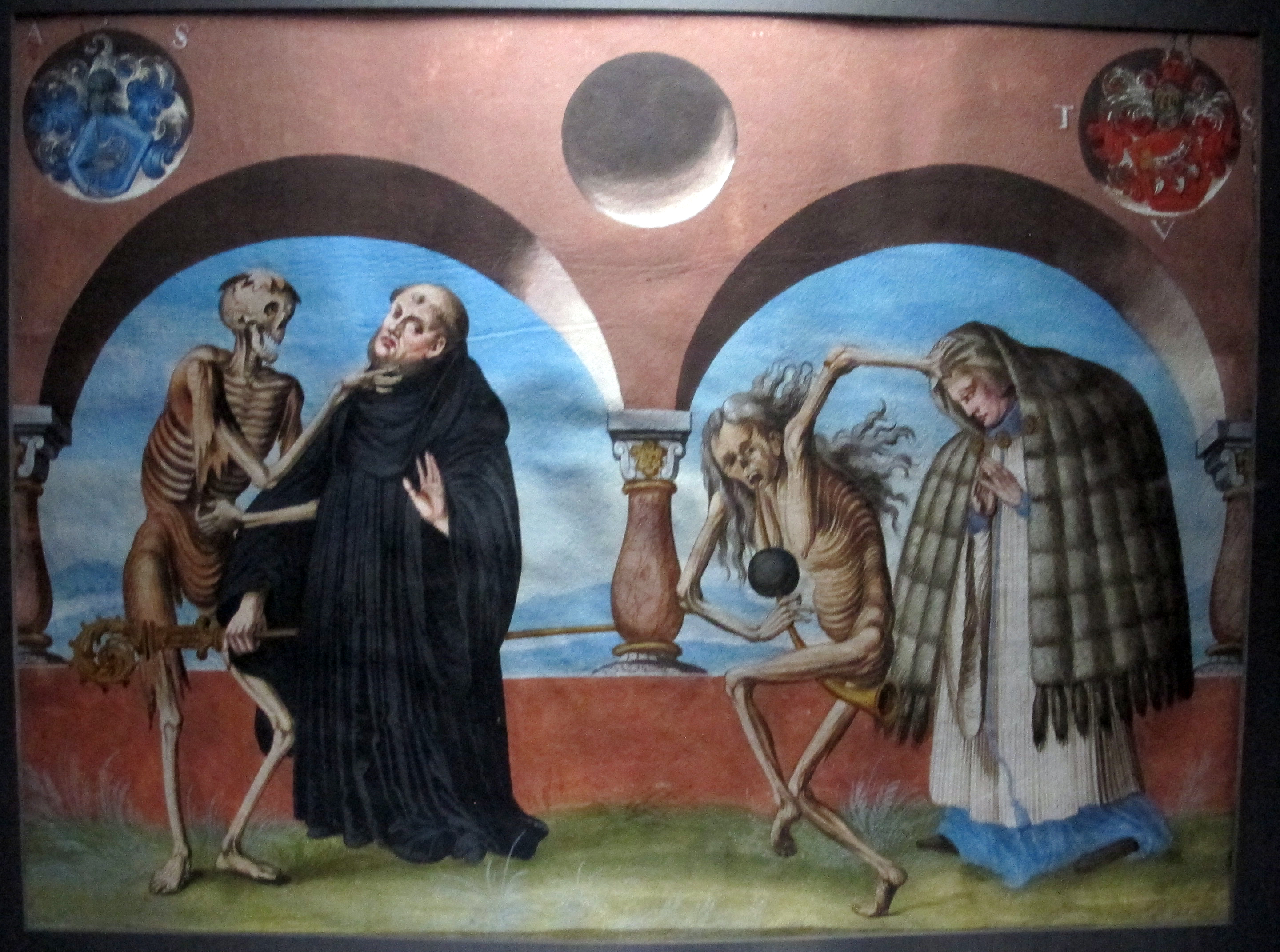
Колишній стінопис домініканського цвинтаря, Берн, Швейцарія. Альбрехт Кав, копія твору 1520 р., виконана 1649 р.
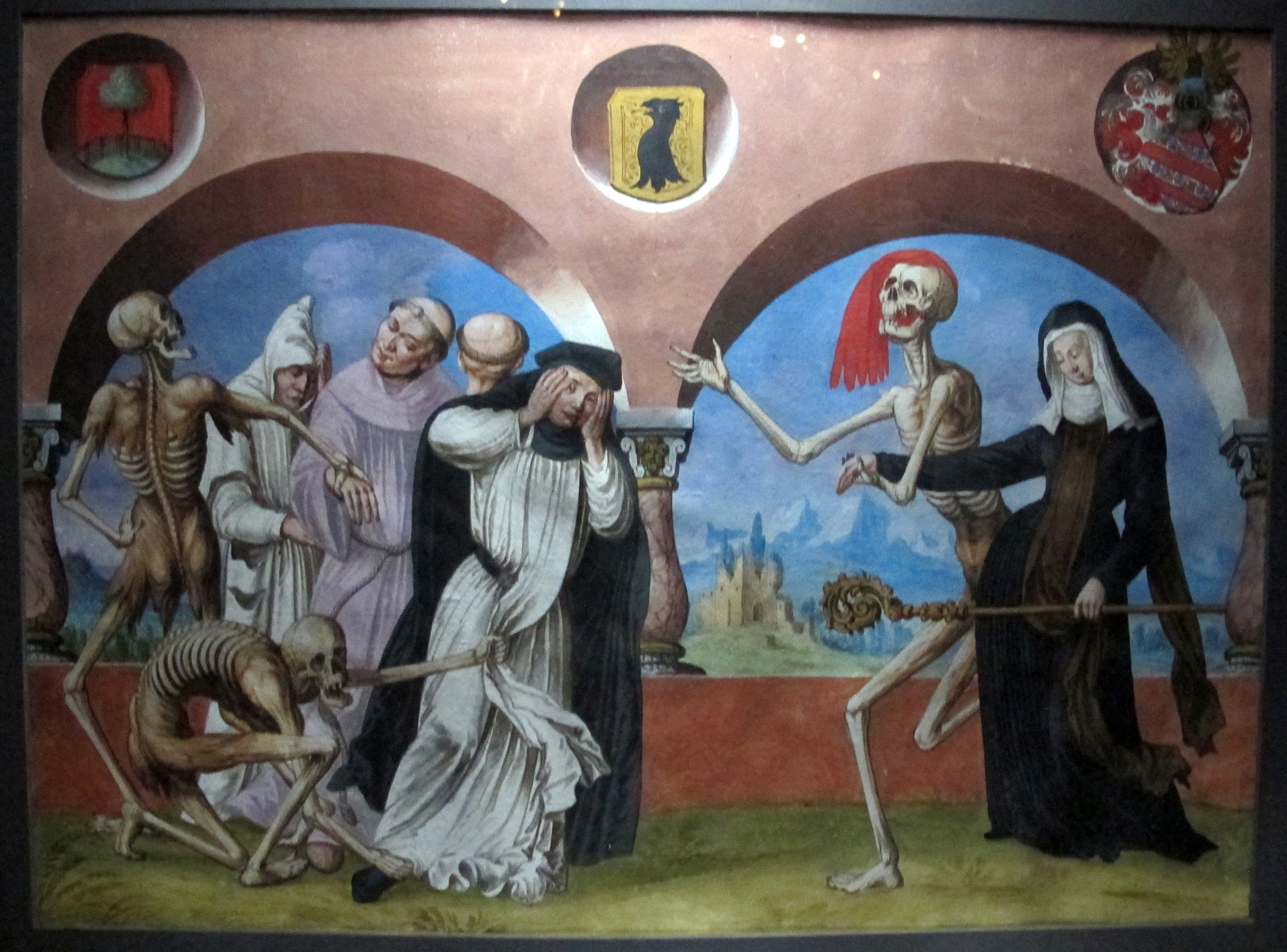
Колишній стінопис домініканського цвинтаря, Берн, Швейцарія. Альбрехт Кав, копія твору 1520 р., виконана 1649
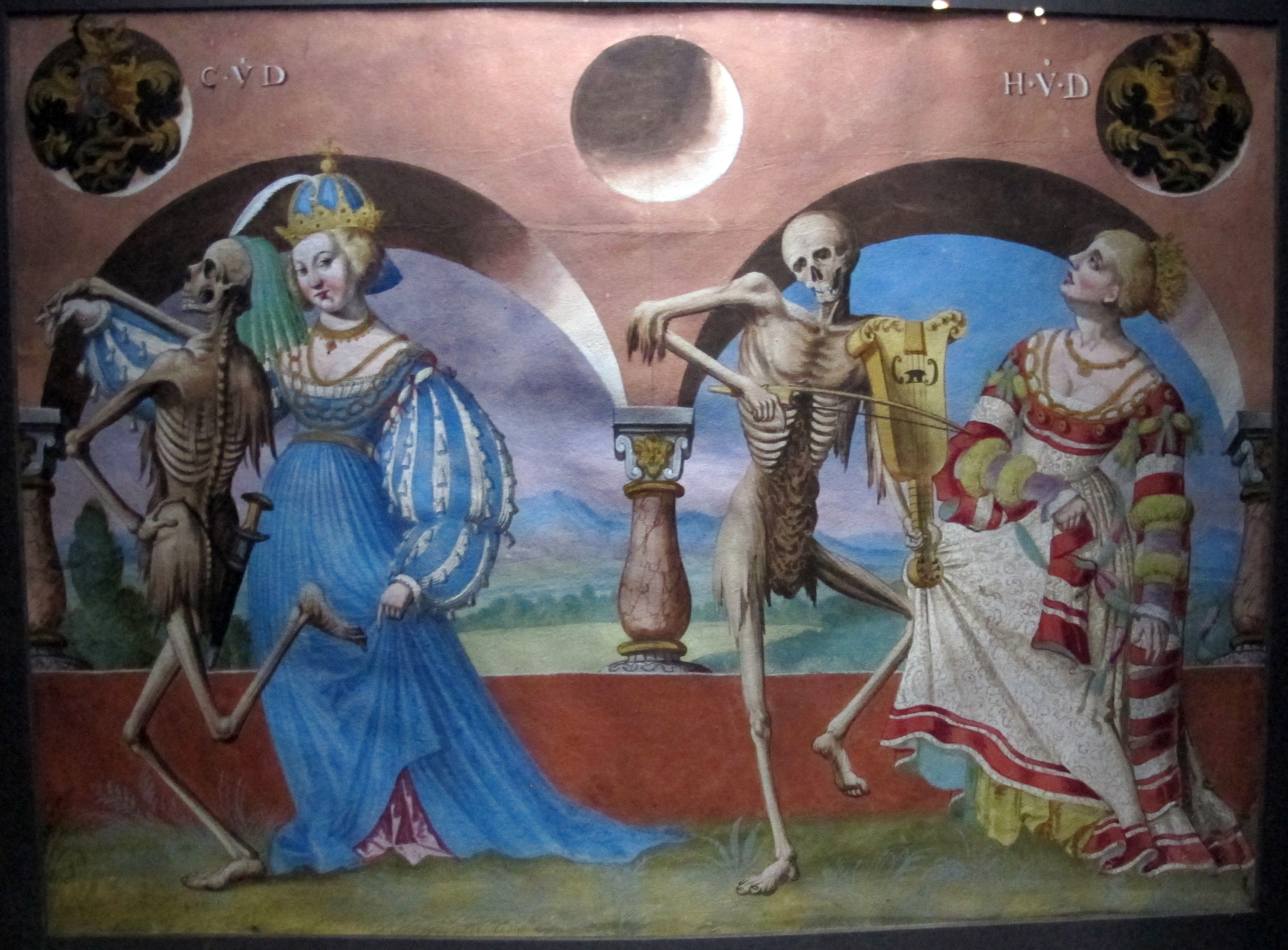
Колишній стінопис домініканського цвинтаря, Берн, Швейцарія. Альбрехт Кав, копія твору 1520 р., виконана 1649
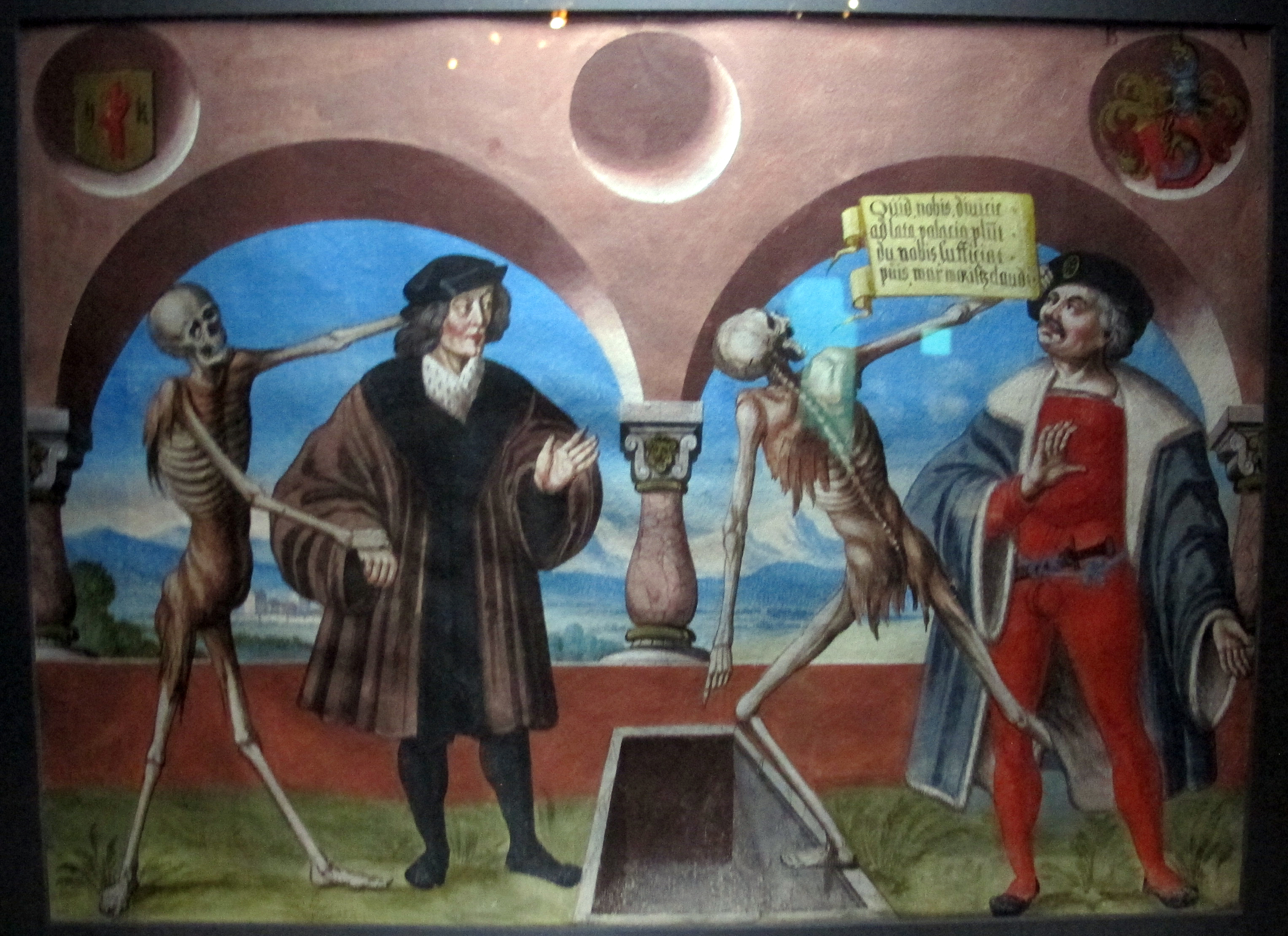
Колишній стінопис домініканського цвинтаря, Берн, Швейцарія. Альбрехт Кав, копія твору 1520 р., виконана 1649
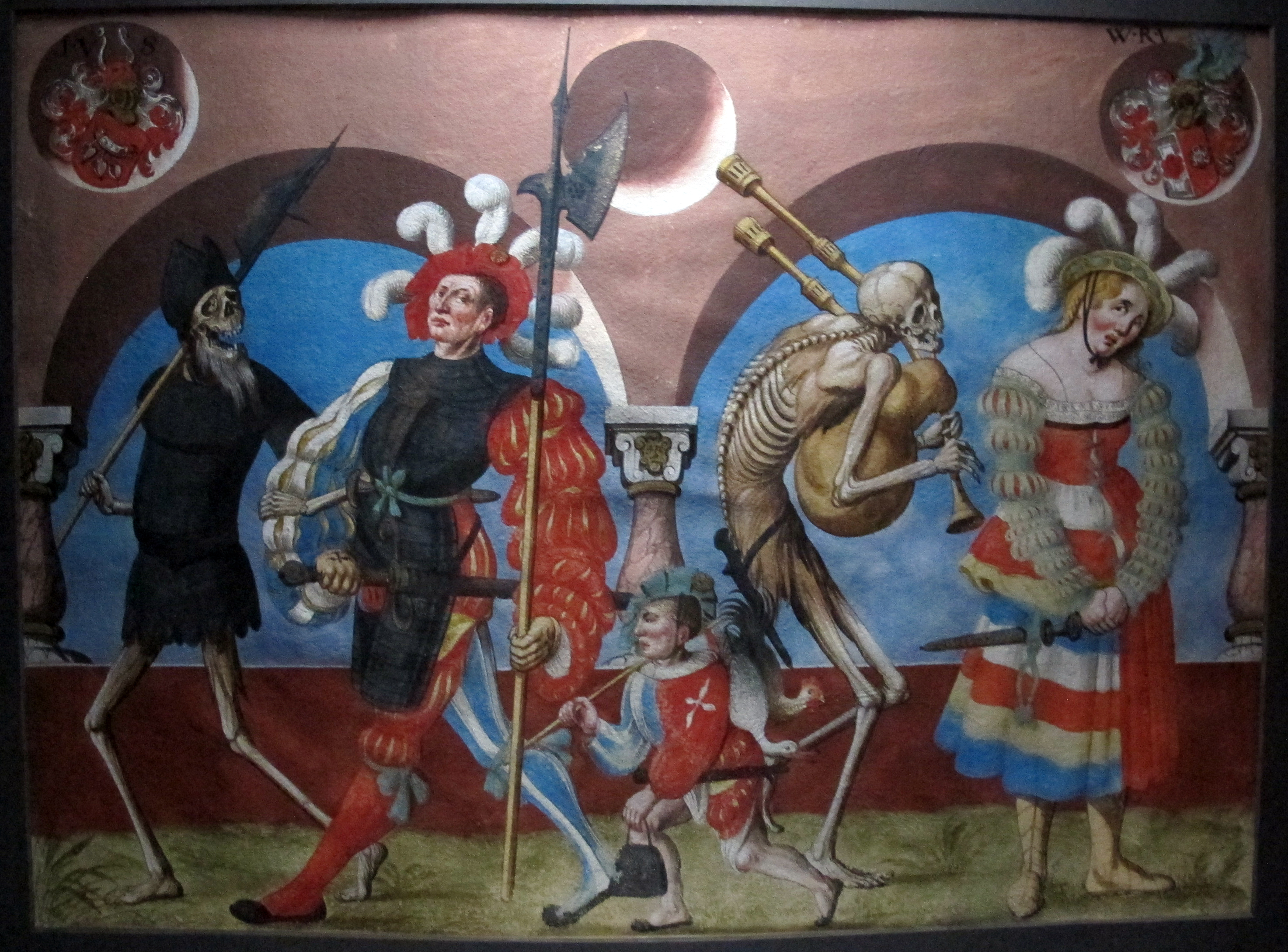
Колишній стінопис домініканського цвинтаря, Берн, Швейцарія. Альбрехт Кав, копія твору 1520 р., виконана 1649

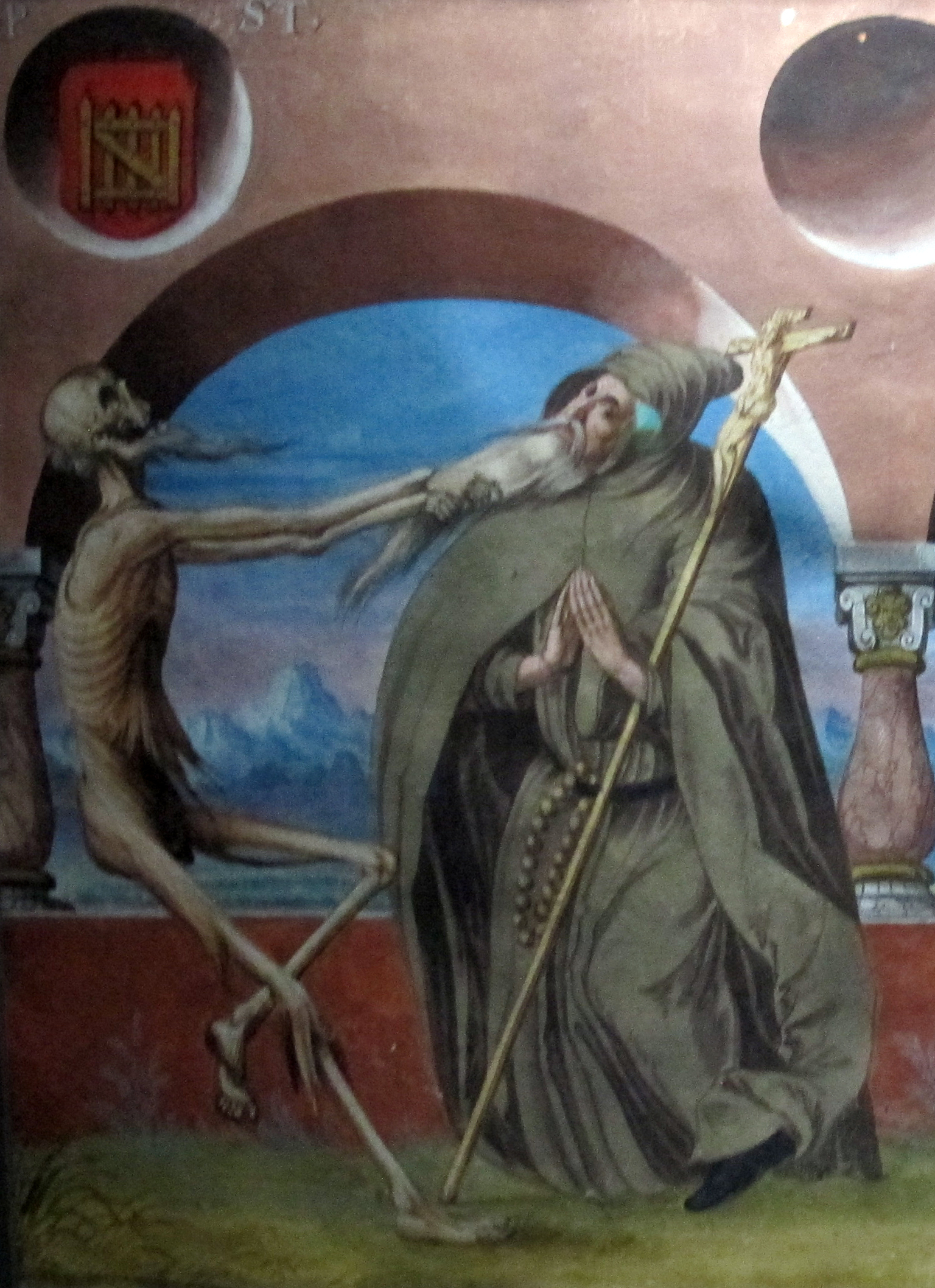

У французькій слово la danse мало два значення — суто «танок» і «боротьба», «двобій», навіть «бійка». У візуальних образах «Танка смерті» якраз і збережено не стільки значення «танок», скільки «бійка». Тому посланці смерті (кістяки і мерці) так грубо обходяться з уловленими живими (смикають за бороди, капелюхи, за розкішні шати, безжально тягнуть і знущаються).
Відома версія копій стінописів на колишніх мурах домініканського цвинтаря, створених до 1520 року художником Н. Мануелем. 1649 року їх копіював майстер Альбрехт Кав. Сюжет досить традиційний, хоча танок відбувається на тлі аркади з дальнім гірським пейзажем, а черга танцюючих розділена на окремі сцени, здебільшого по чотири персонажі. Невідомо, чи були психологічні характеристики у персонажів роботи Н. Мануеля (копія створена через 120 р. і бароковий живопис помітно змінився за цей час). В копії Альбрехта Кава є помітна психологічна характеристика і живих персон, і кістяків-мерців — окрім ретельно відтворених деталей різноманітного одягу, ремісничих і музичних інструментів, меблів і танцювальних поз. Альбрехт Кав подав низку абсолютно несхожих людських характерів, що по різному реагують на контакт із смертю. Її старанно не помічає вояк-дворянин в розкішному одязі і у супроводі карлика-служки. Якогось гордовитого пана в червоному смерть нагло тягне у вже приготовану могилу. Смерть пританцьовує і не оминає власною увагою ні панянок в розкішних шатах (одна з котрих — з королівською короною), ні чорниць із монастиря. Два кістяка старанно обробляють чотирьох ченців, всі вони по різному реагують на смерть — переляком, старанним непомічанням і спогляданням пейзажа за аркою, подивом від дотику смерті і розпачем. В черговій групі безтурботно танцює з кістяком молодик в червоних портках, єдиний щиро веселий у тривожних сценах. Він наче змагається з кістяком у показі нових танцювальних па. Під їх ногами розкидані інструменти як натяк на ремісничий стан танцюриста. Він наче не усвідомлює, що смерть безжальна і кінець буде тим же, що і у старого поруч, котрий крокує на милицях до місця останнього упокоєння.
До всіх сцен автор додав і майстерного художника, що натхненно малює шановне панство, не помічаючи, що за ним пильно стежить черговий кістяк і навіть допомагає художнику малювати.

## «Танок смерті» у Ганса Гольбейна Молодшого
Ганс Гольбейн Молодший працював для базельського видавництва, що впритул наблизило його до друкованої графіки. «Танок смерті», що він створив, має й іншу назву — «Образи смерті». Бо незважаючи на традиційність сюжету митець не робив копію старовинних зразків, а дав її власну інтерпретацію. Праця розтяглась на певний період, митець то покидав серію, то повертався до неї знову.
Традиційний хоровод смерті він подав єдиний раз у декорі піхв для кинджала. Досліди доводять, що Гольбейн бачив або знав про фрески у домініканському цвинтарі міста Берн, або ж і схожий «малий» цикл у Клінгельталі (крита галерея жіночого монастиря).

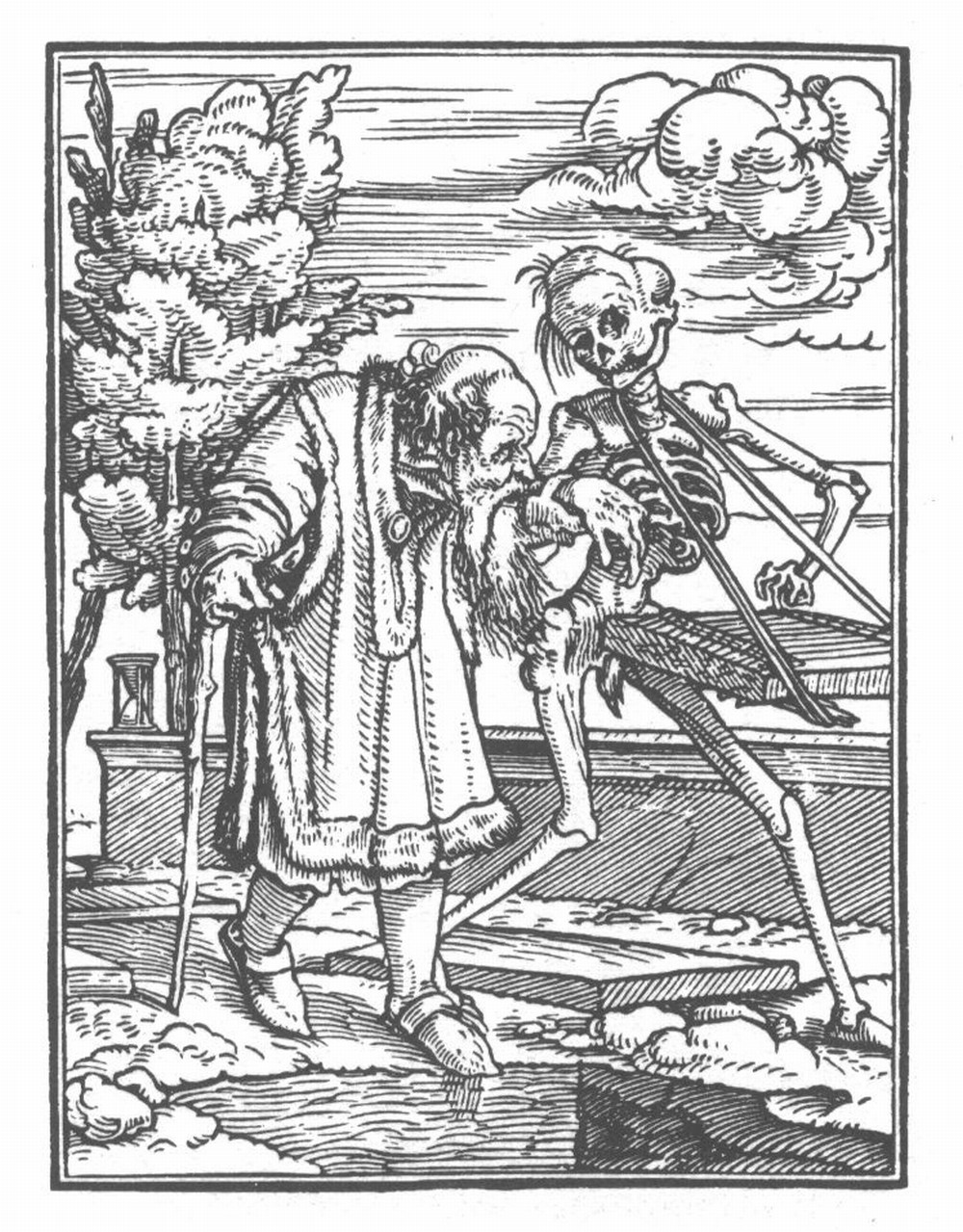
Г. Гольбейн молодший. «Смерть і немічний старий»

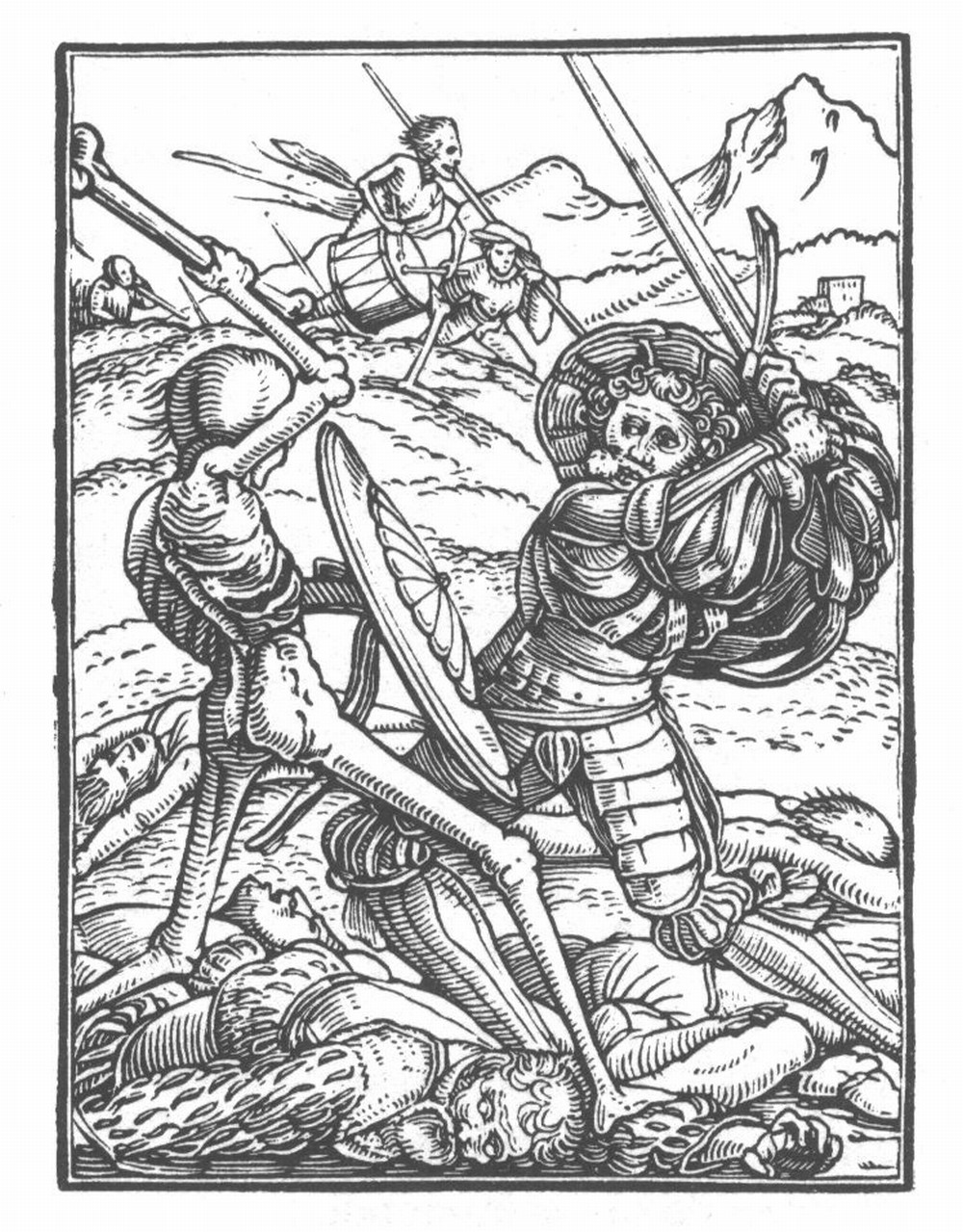
Г. Гольбейн молодший. «Двобій смерті і вояка-сміливця»

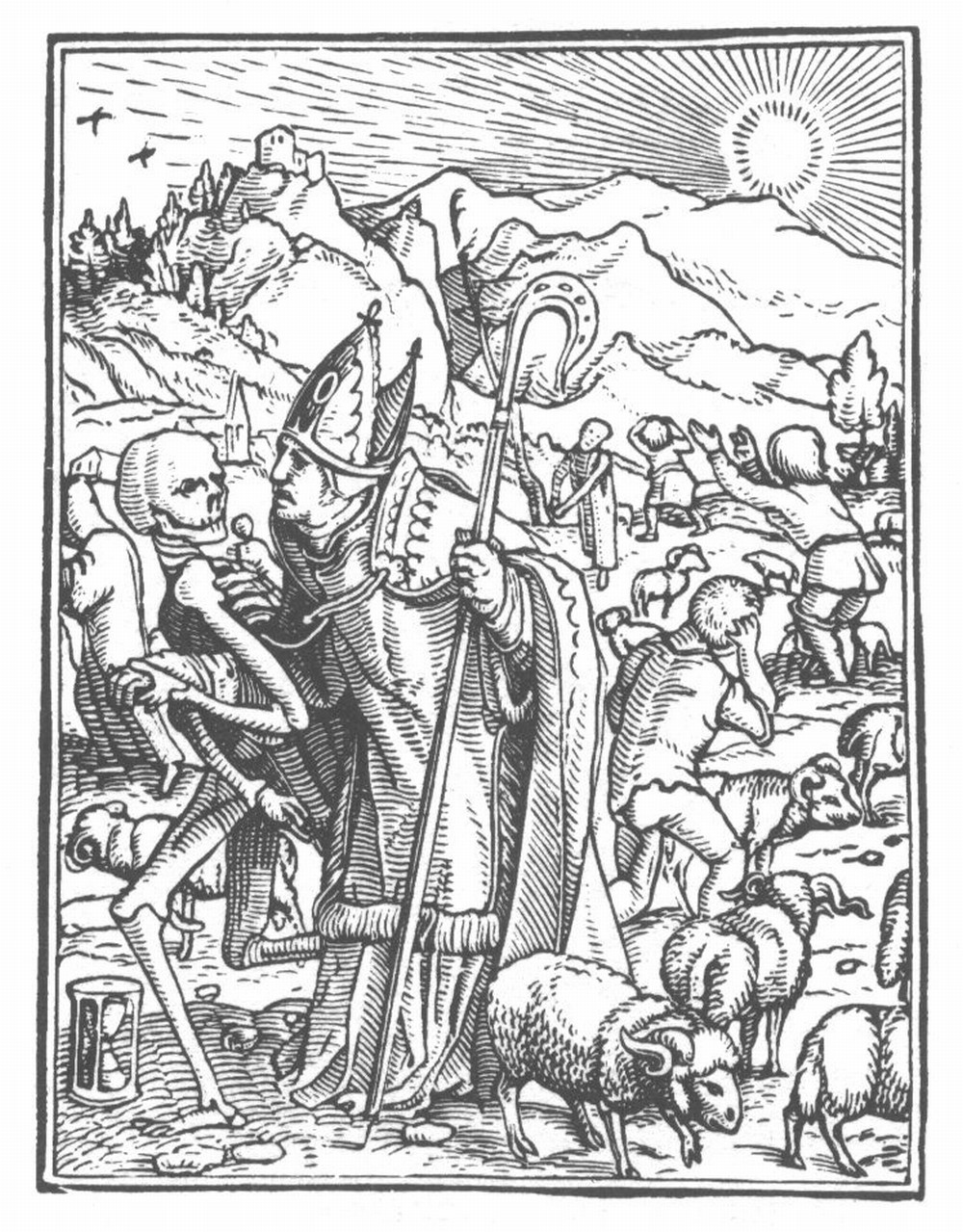
Г. Гольбейн молодший. «Смерть і єпископ»
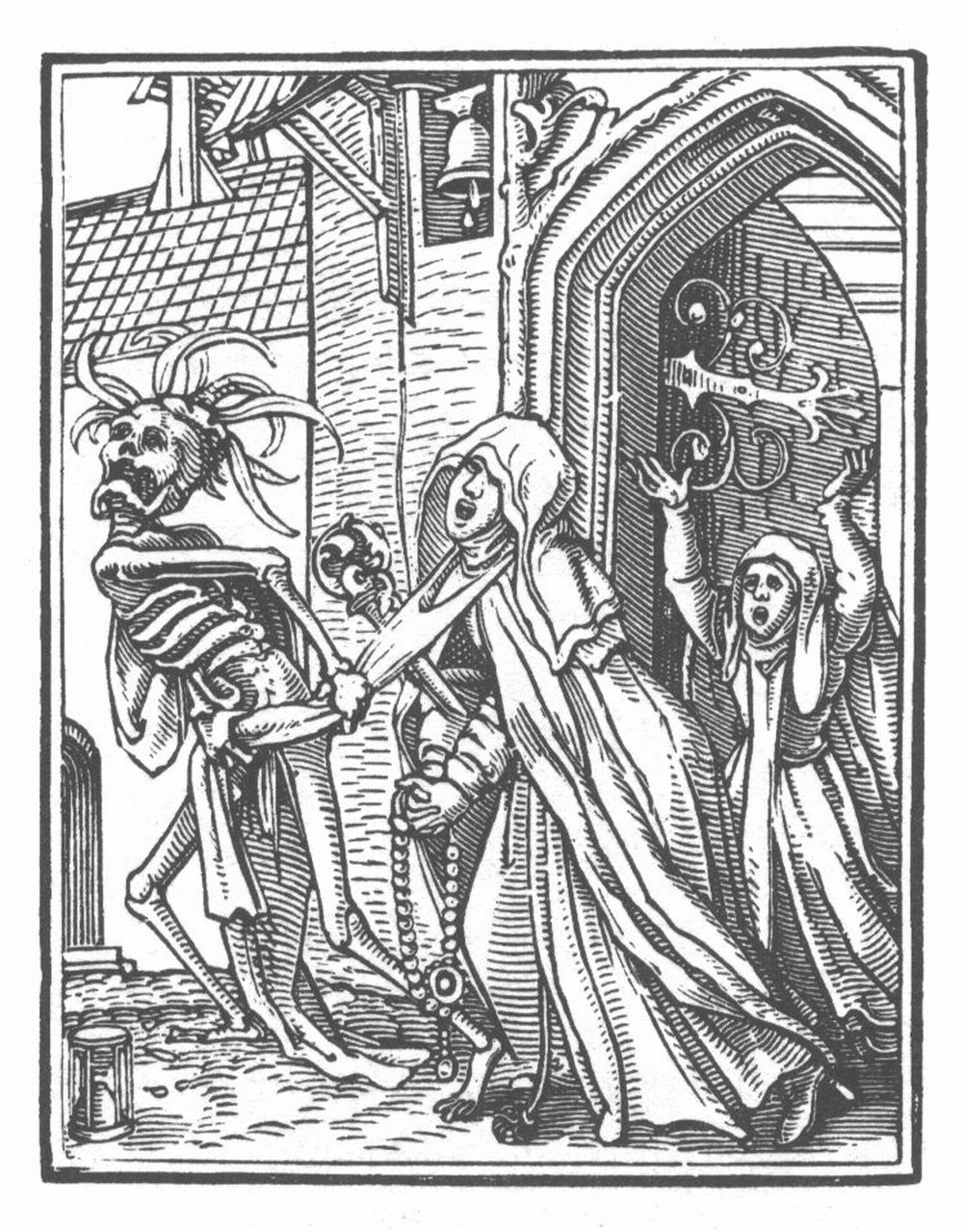
Г. Гольбейн молодший. «Смерть і ігуменя монастиря»
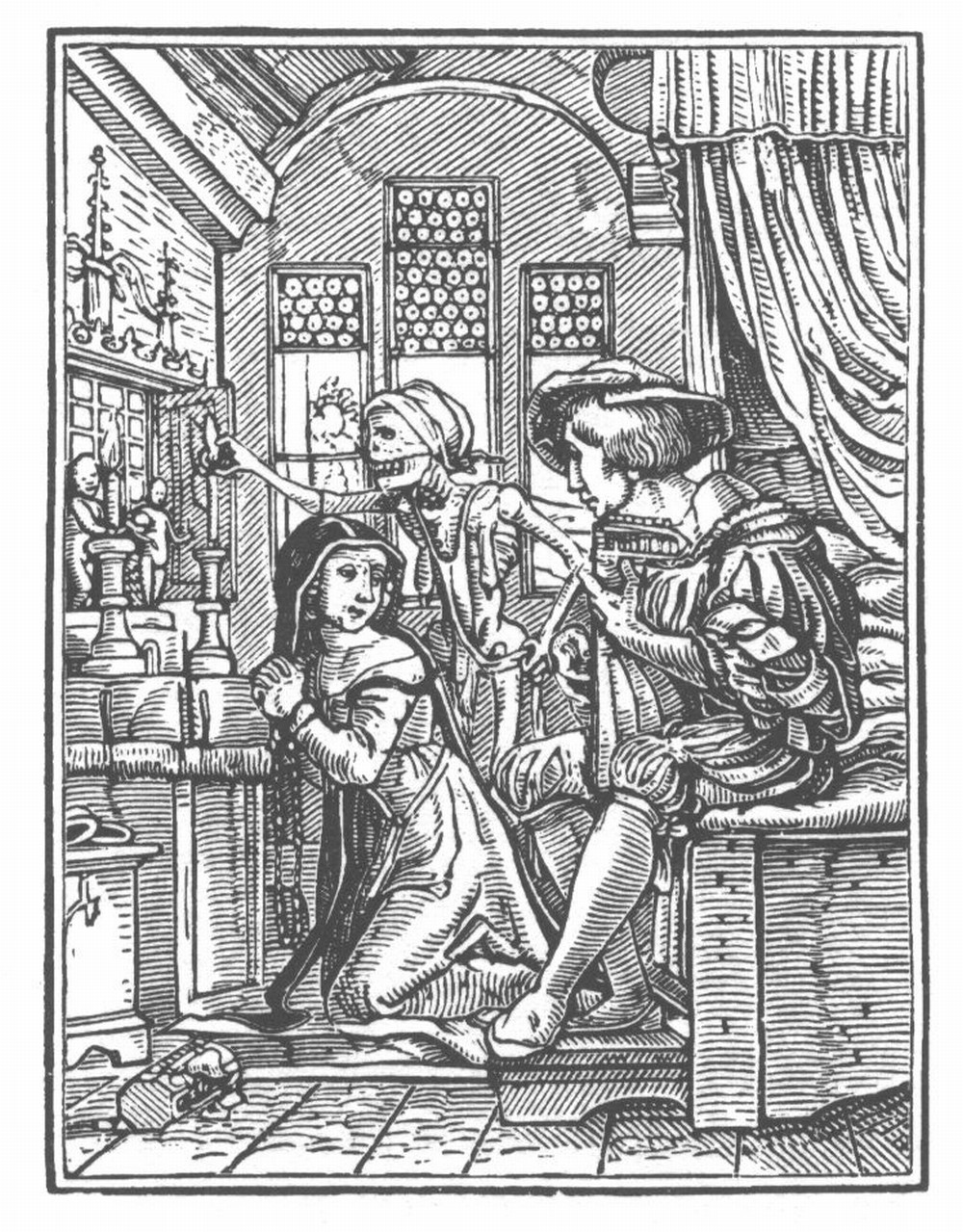
Г. Гольбейн молодший. «Смерть і чорниця, що кокетує з молодиком»
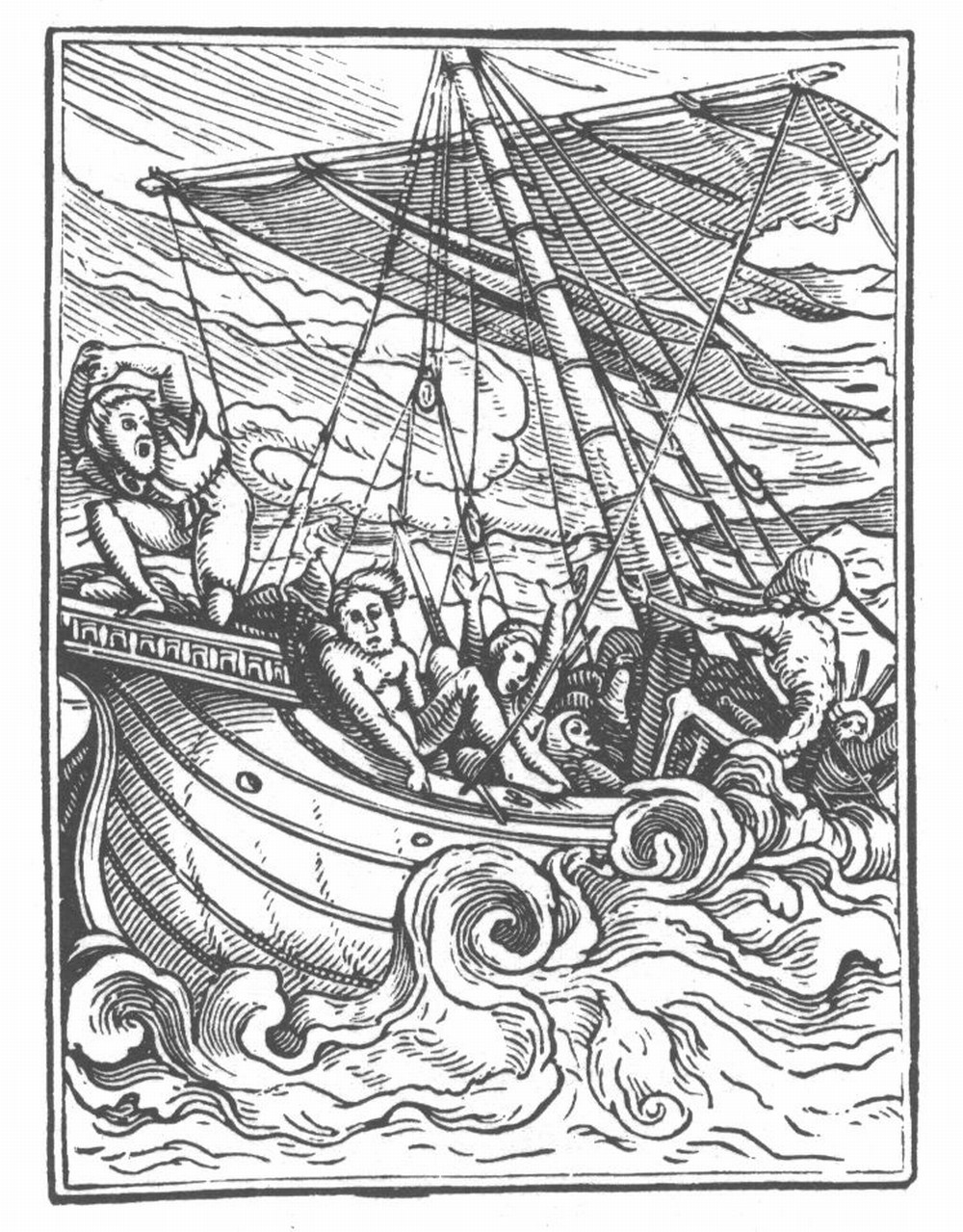
Г. Гольбейн молодший. «Смерть на човні ламає щоглу»

Серія гравюр «Танок смерті» має досить малі розміри — 60 на 50 міліметрів. Але художник вміщав у цей простір цілий світ. Всі персонажі яскраво відтворені в оточенні сільських краєвидів, інтер'єрів чи міської забудови. Смерть надзвичайно активна і активніша за персон, котрих вона вже вловила. Серед них молоденька черниця, що кокетувала з молодиком, жадібна до модного одягу дворянка, єпископ, що покинув власну паству і навіть п'яничка. У Гольбейна смерть втручається у людські справи, нахабно знімає князівську корону, завзято б'є і калічить металевим щитом вояка-ландскнехта, викриває суддю хабарника, смикає за волосся комерсанта. Але вона, наче розбірлива особа, здатна і на співчуття до пригноблених і немічних, стає помічницею для селянина, що важко працює у полі і стає для нього погоничем коней, обережно супроводжує до могили немічного старого, що вже відмучив своє.
Після вивчення серії гравюр «Танок смерті» француз-поет Ніколя Бурбон казав, що ця серія зробила Гольбейна безсмертним.

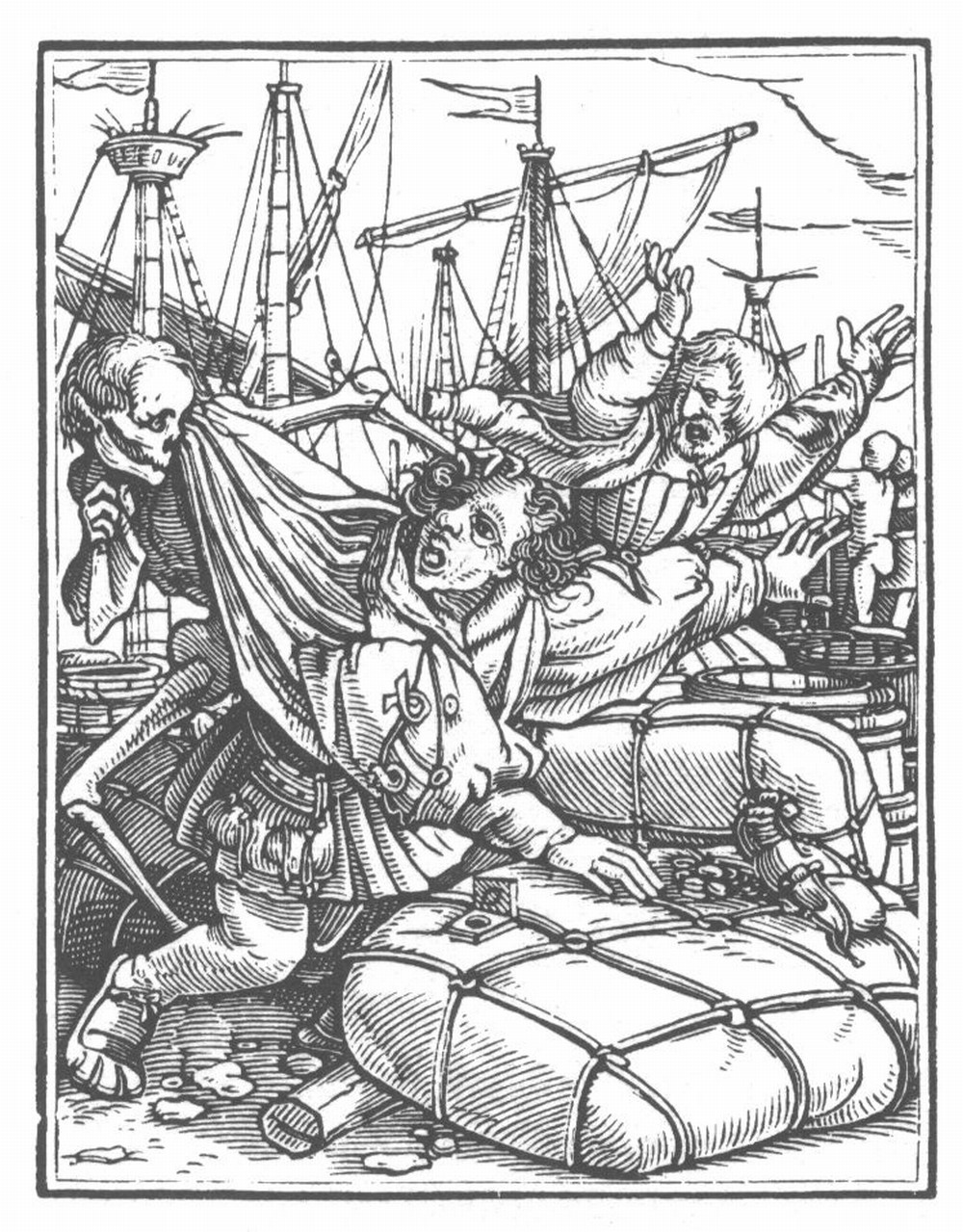
Г. Гольбейн молодший. «Смерть і комерсанти»
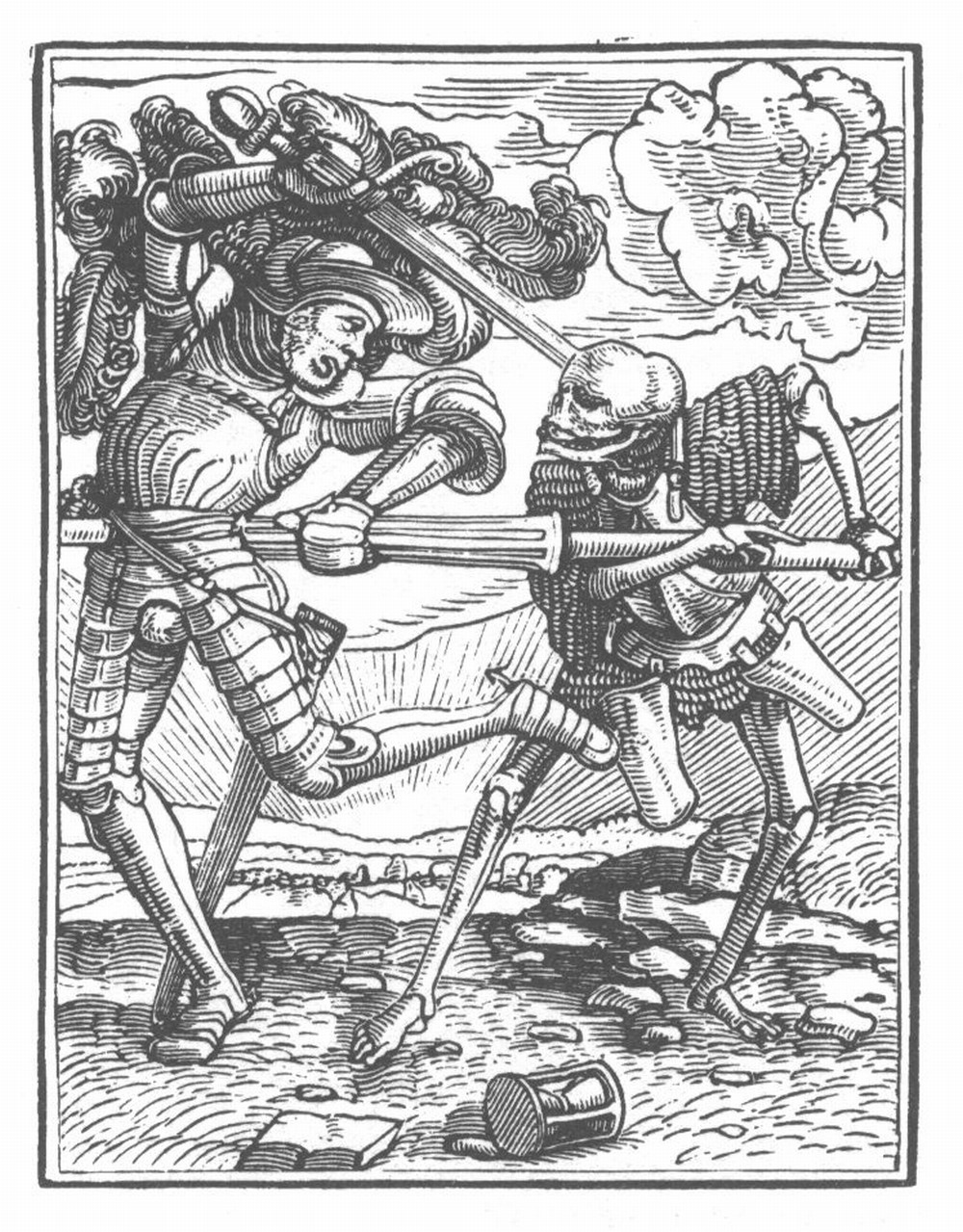
Г. Гольбейн молодший. «Смерть забирає вояка-ландскнехта»
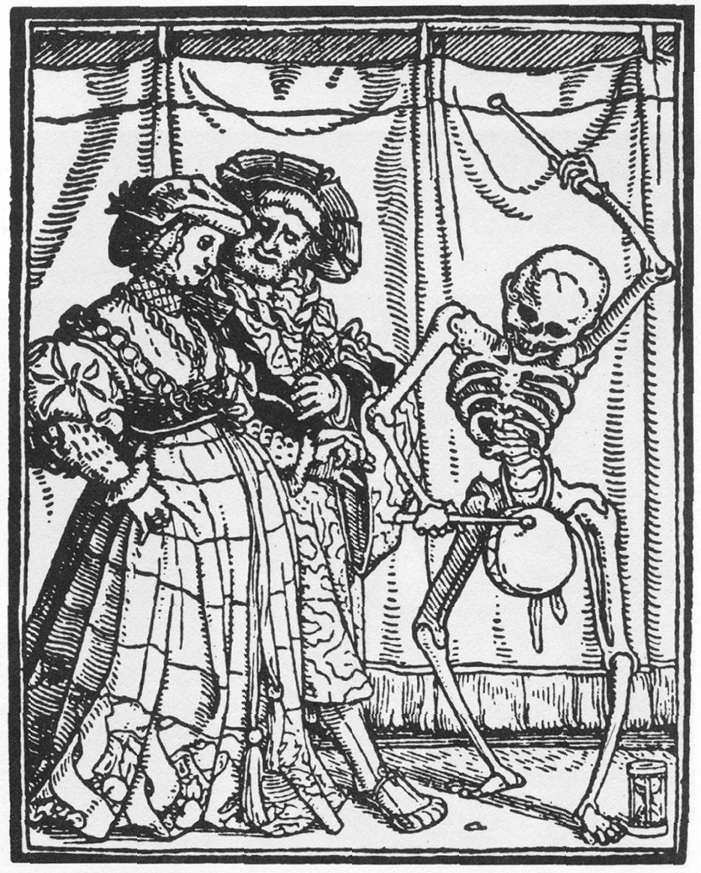
Г. Гольбейн молодший. «Смерть і закохана пара»
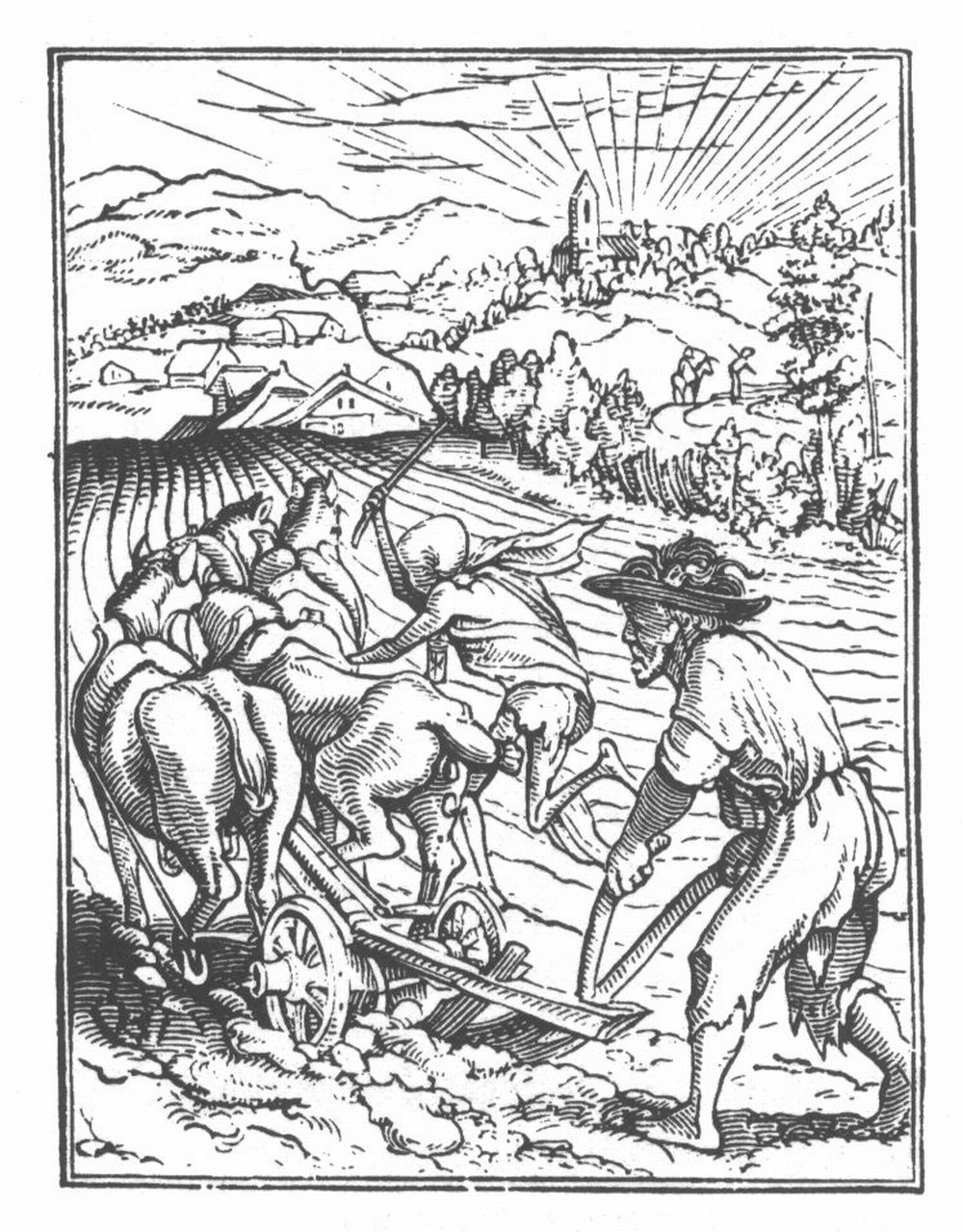
Г. Гольбейн молодший. «Смерть допомагає орати землю бідняку-селянину»

На поширення сюжету «Танок смерті» у західноєвропейському мистецтві вплинули містичні настрої, знову спровоковані очікуванням кінця світу, призначеного на 1550 рік.

## Танок смерті як сюжет в бароко
В добу бароко сюжет «Танок смерті» не пропав, але був витіснений на узбіччя мистецьких тем через могутню хвилю чуттєвості в живопису і скульптурі, в створенні розкішних інтер'єрів (церковних і палацових), в появі високохудожніх палацово-паркових ансамблів тощо. Тема смерті і марноти марнот ускладнилась і відбилась у нових жанрових варіантах (натюрморти з черепом і символами смерті марнота марнот). Колись вона починалась у народному мистецтві, тепер тема наче туди повернулась, бо її розробляють народні і мало обдаровані майстри (стінописи в головному коридорі шпиталю Кукс).

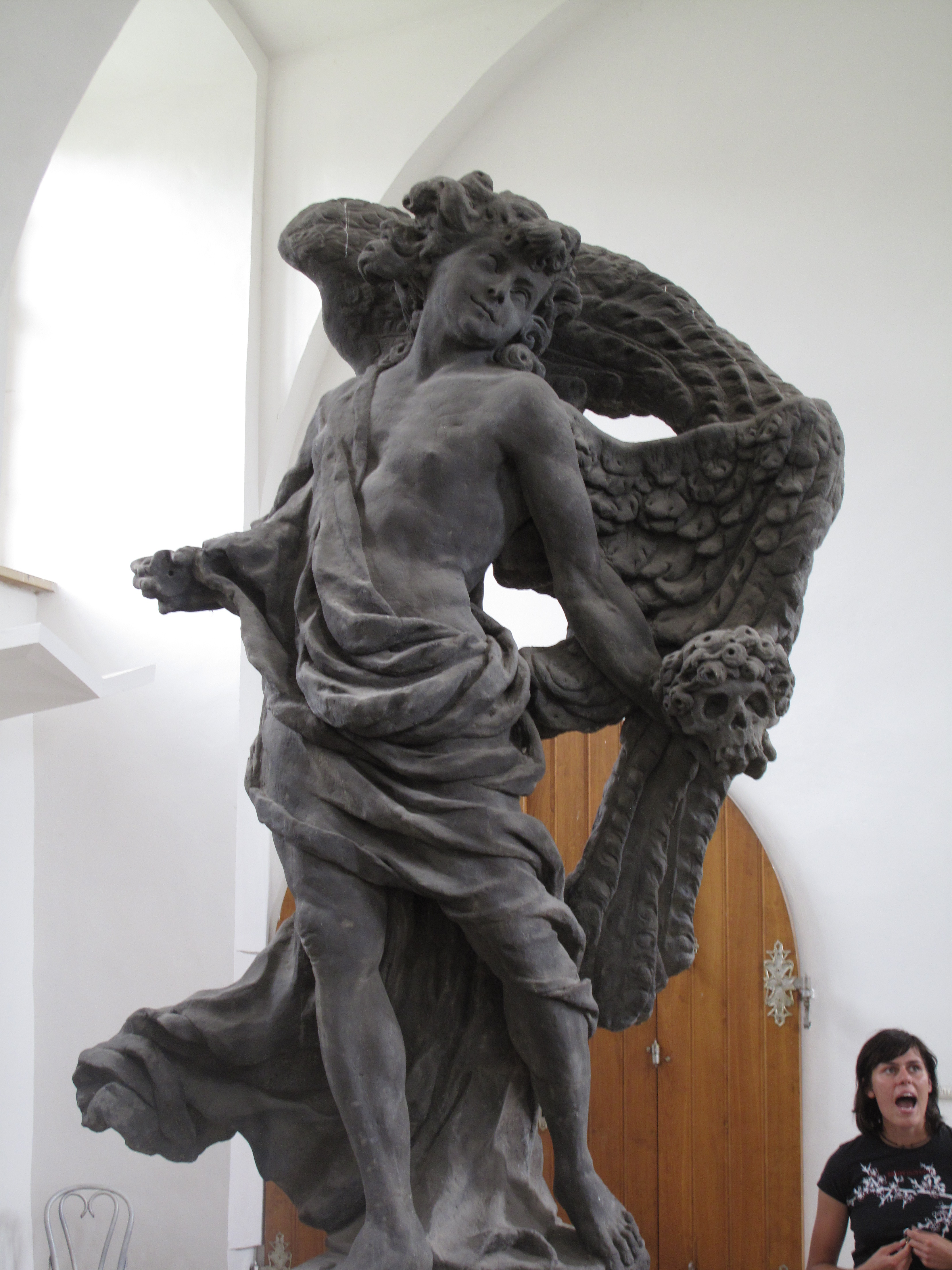
Матьяш Бернард Браун. «Янгол Блаженної смерті», замок Кукс, Чехія

Довге існування сюжету вплинуло на його зміни з часом. Серед останніх традиційних сюжетів «Танок смерті» — серія швейцарського художника Якоб фон Віля, але її втілення вже йшло на основі барокової естетики. Нагадування про смерть находять нові інтерпретації, серед них — «Янгол Блаженної смерті» скульптора Матьяша Бернарда Брауна, що породив низку копій у середовищі провінційних майстрів.
Тема «Танок смерті» переходить у тематику «Образи смерті», начебто не пов'язану напряму з традицією. В німецькій мові смерть (Tod) — чоловічого роду. Тому німецькі художники часто обігрують цю ситуацію, подаючи смерть як наглого і грубого чоловіка, що грубо залицяється до молодих жінок. Не дивно, що «Образи смерті» часто присутні у творчості низки німецьких майстрів, серед котрих Мануель Дойч, Ганс Лой, Міхаель Вольгемут, Бальдунг Грін, у майстрів Голландії тощо.

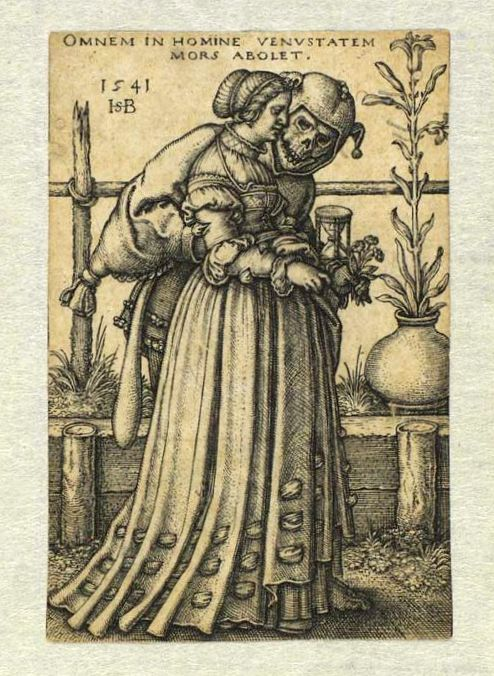
Ганс Себальд Бехам. «Молода пані і смерть-блазень», 1541 р.
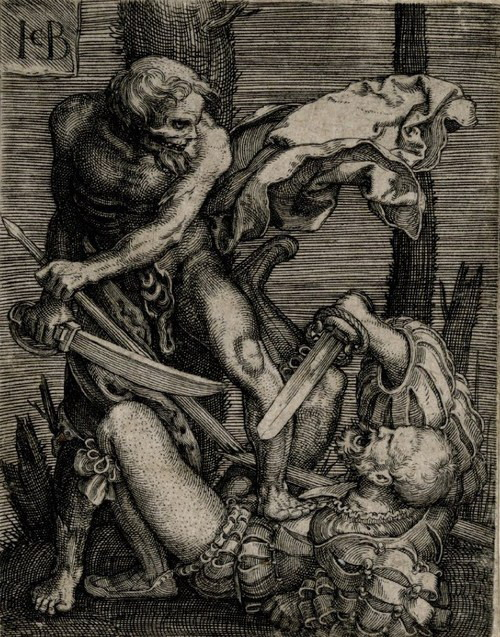
Якоб Бінк . «Смерть і вояк-найманець»
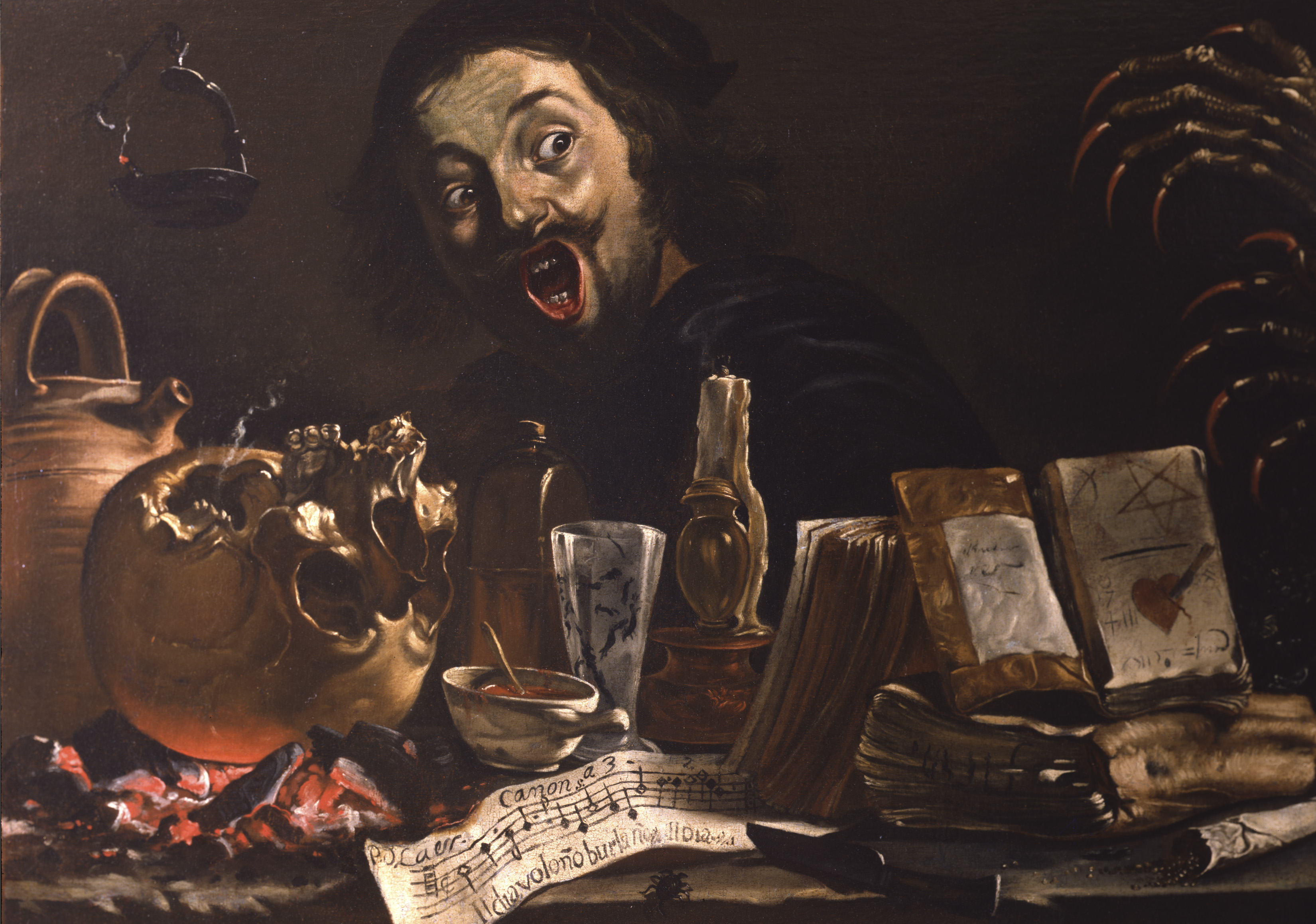
«Художник і Смерть» або «Містична сцена з автопортретом», Музей мистецтва Метрополітен, Нью-Йорк
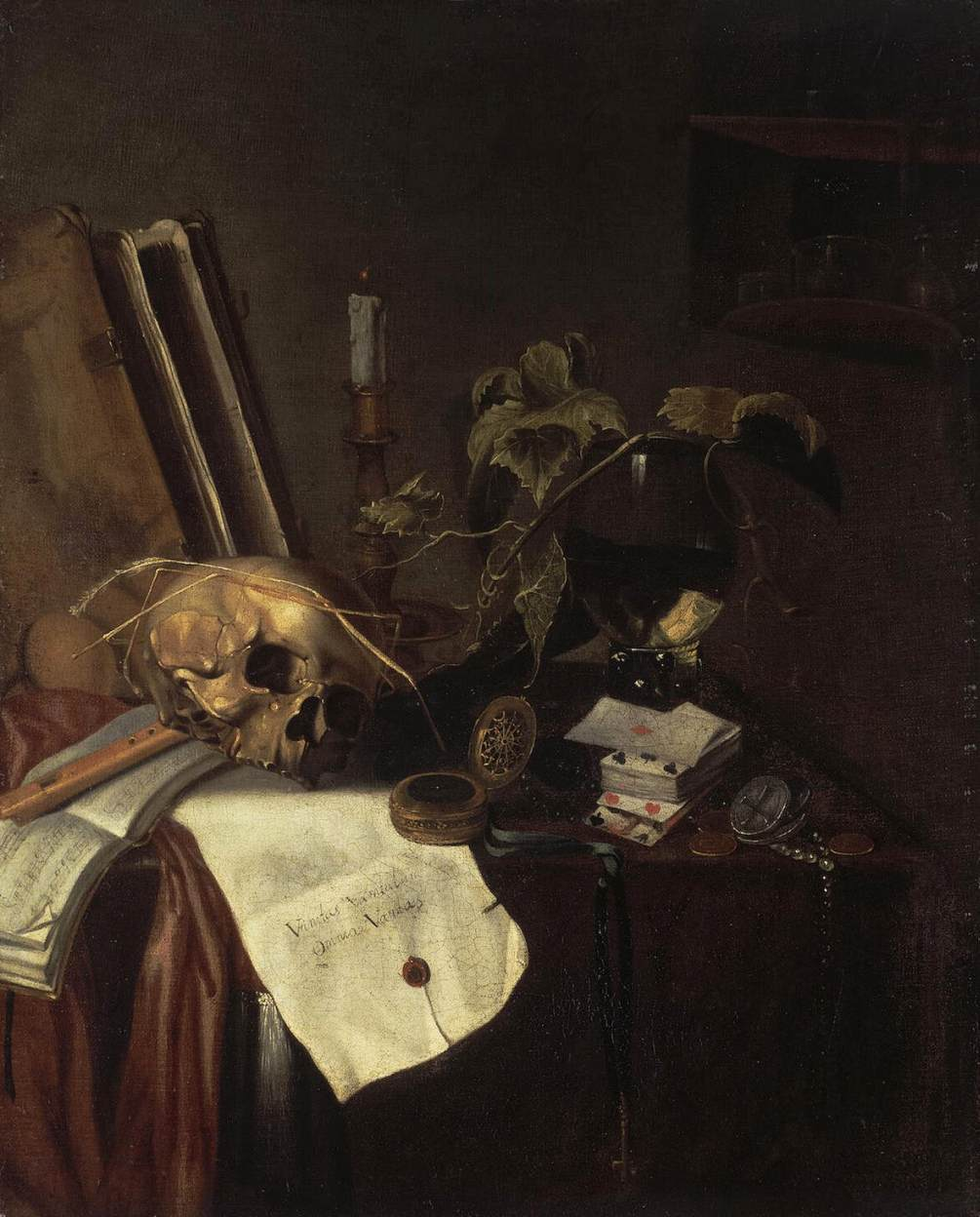
Натюрморт марнота марнот Стенвейка, Ермітаж.

## Шпиталь замку Кукс, головний коридор

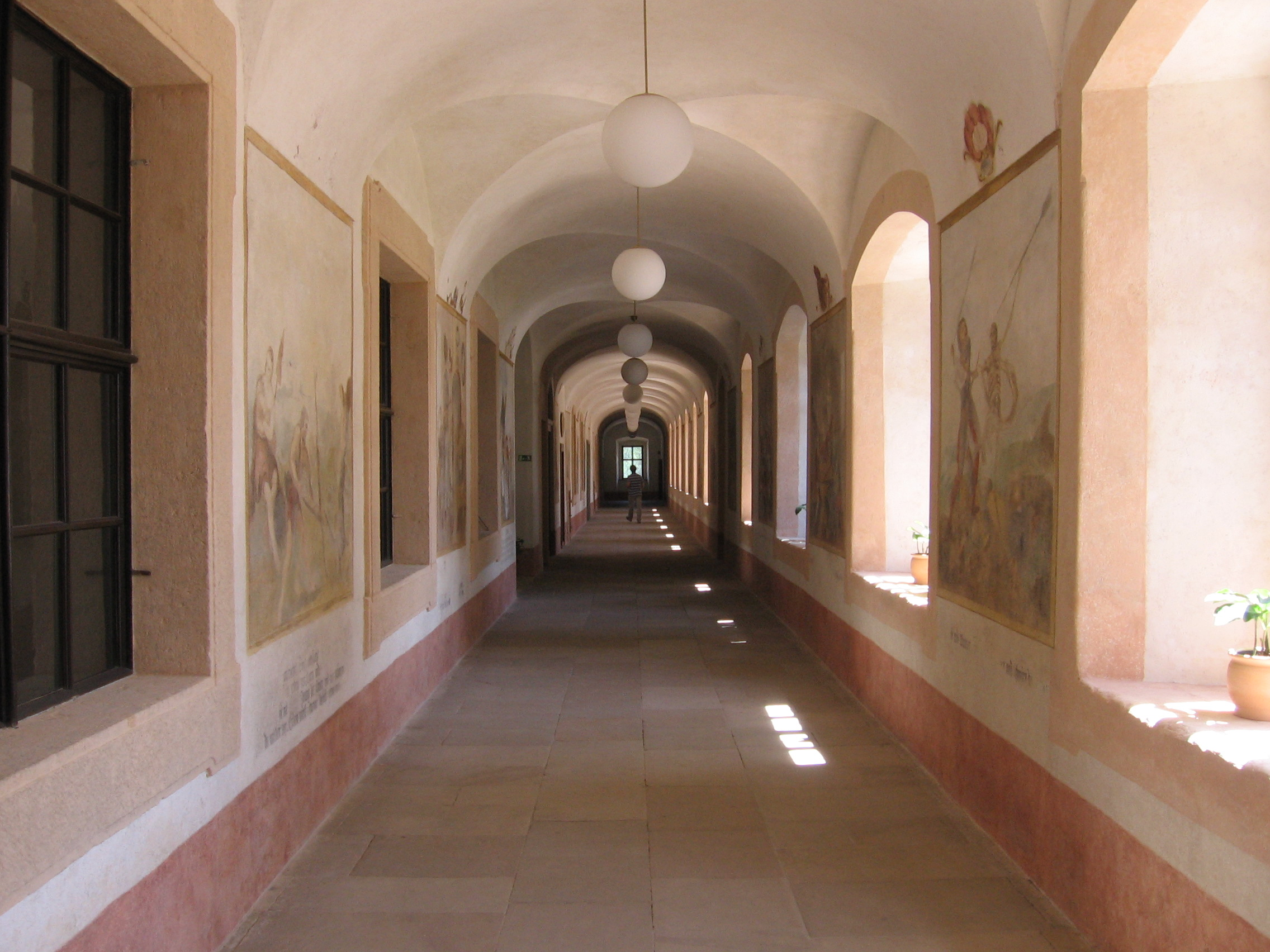
Шпиталь замку Кукс, головний коридор з повчальними фресками, фото 2015 р.

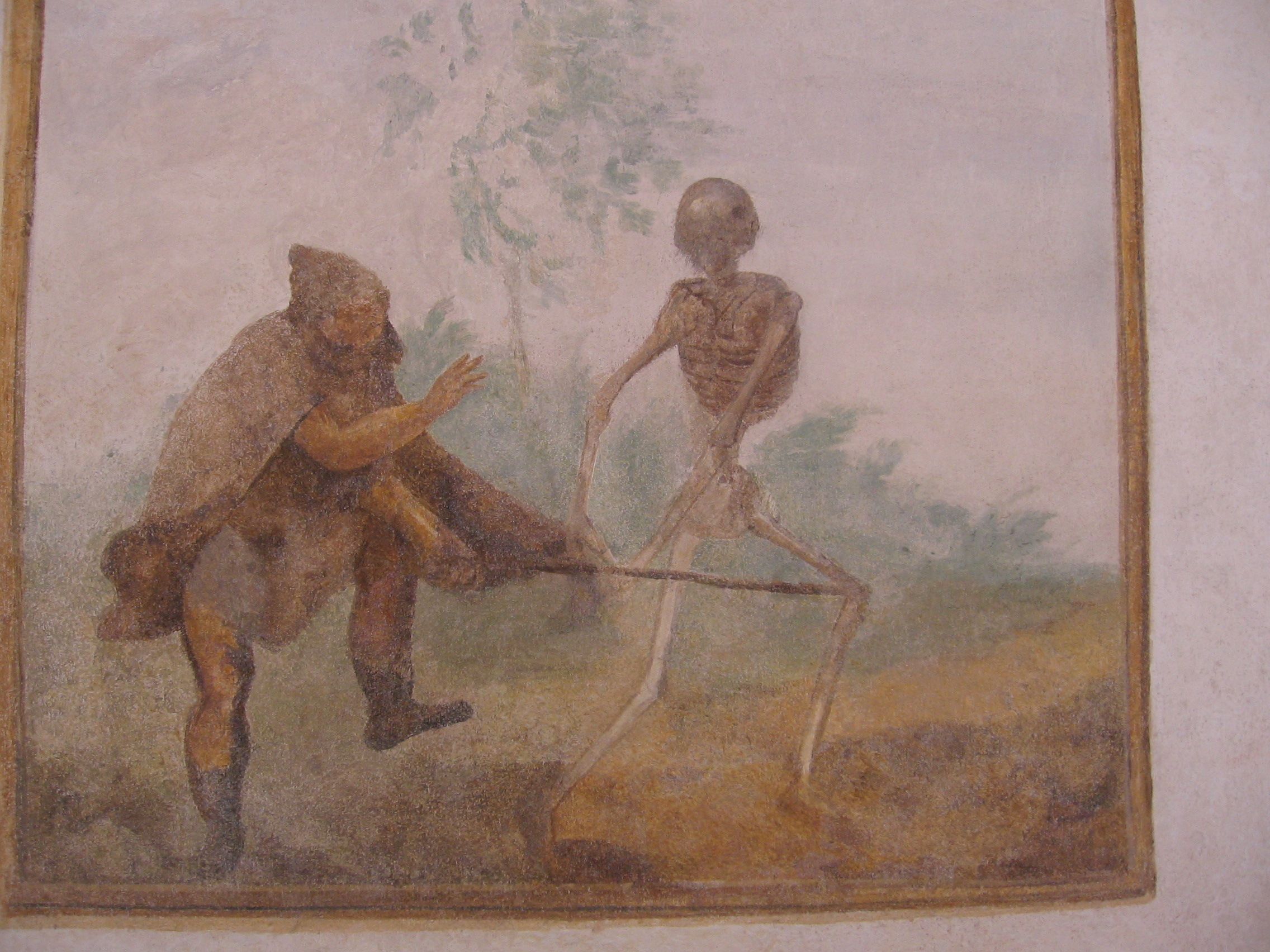
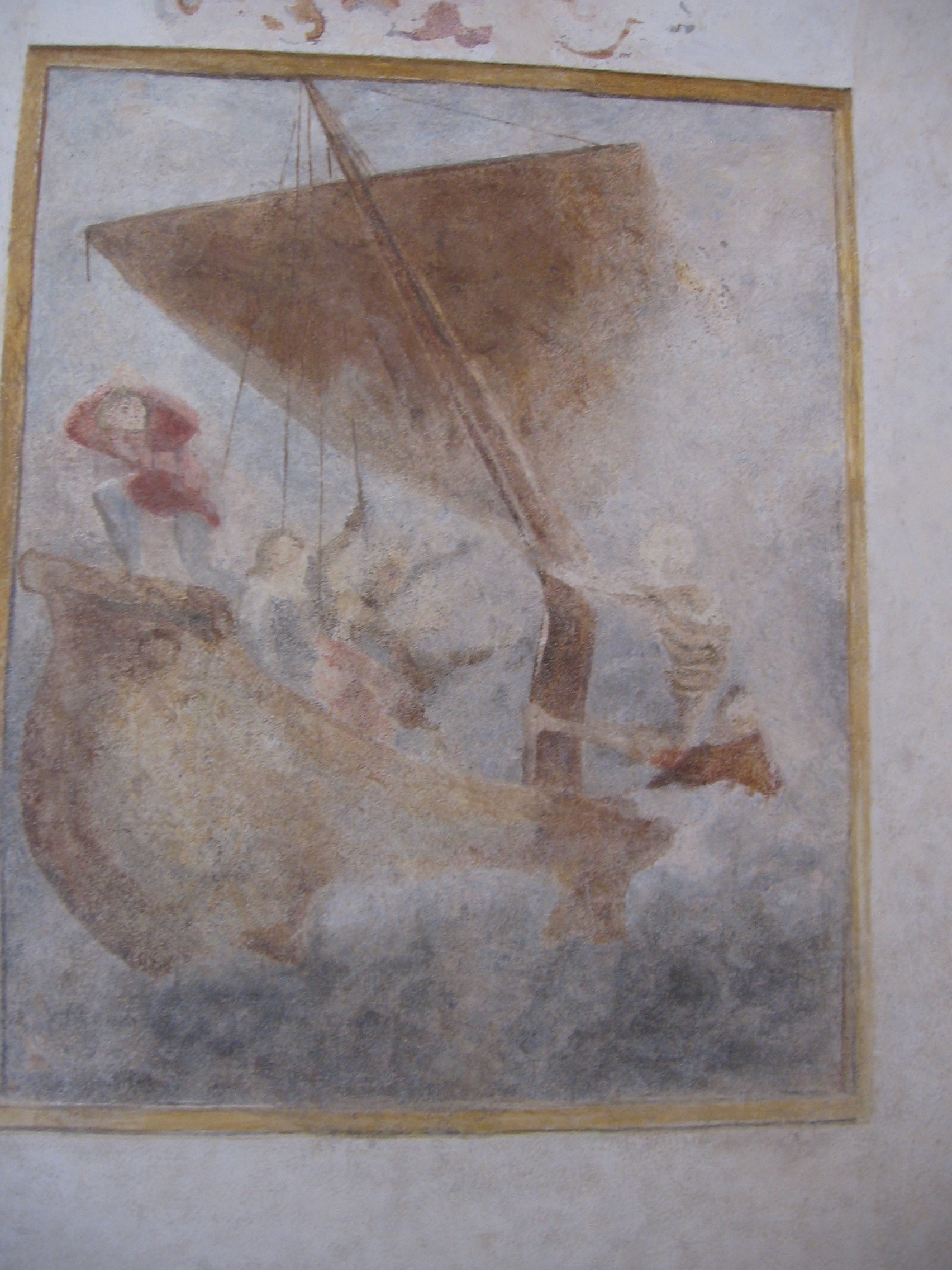
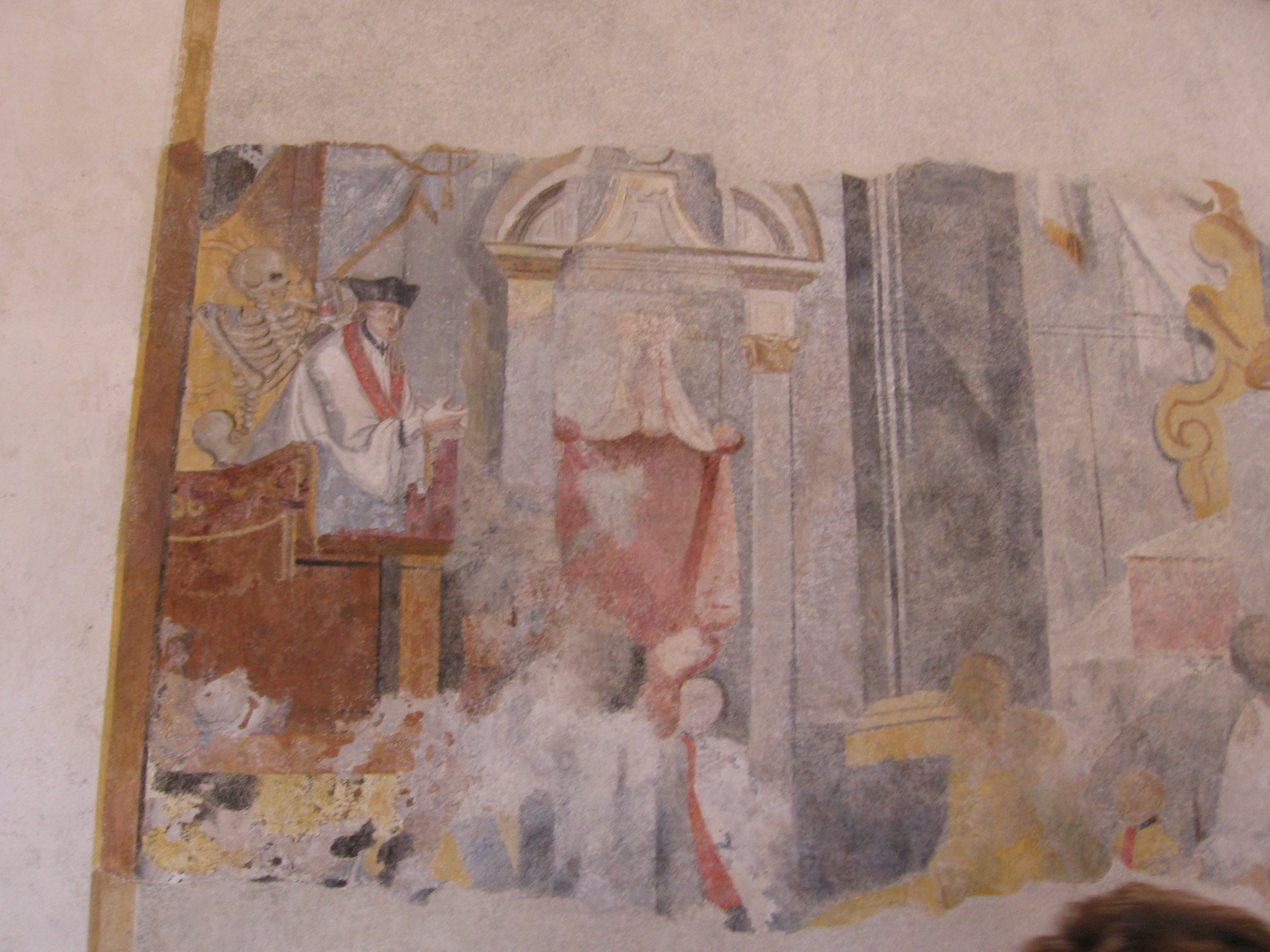
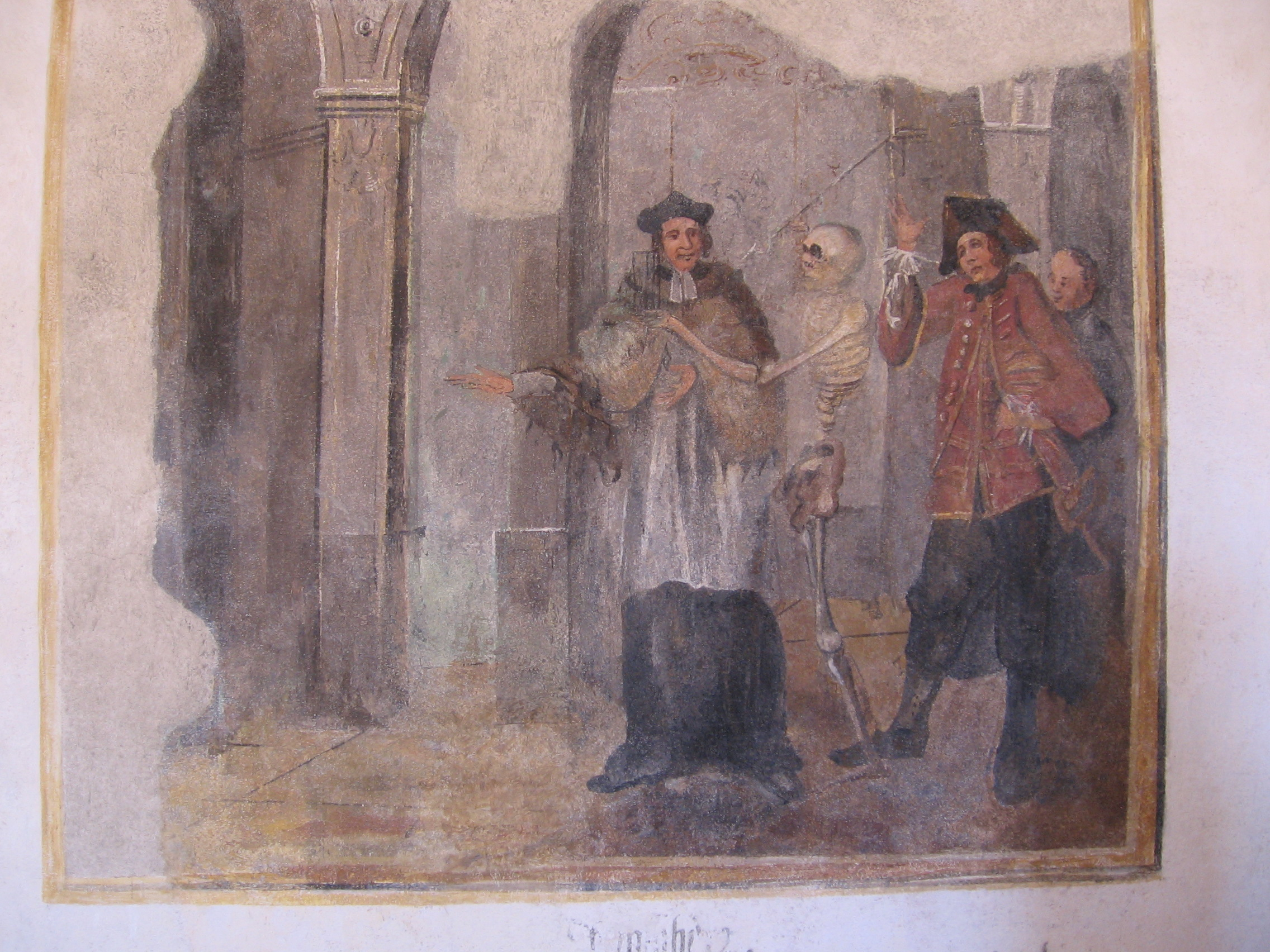
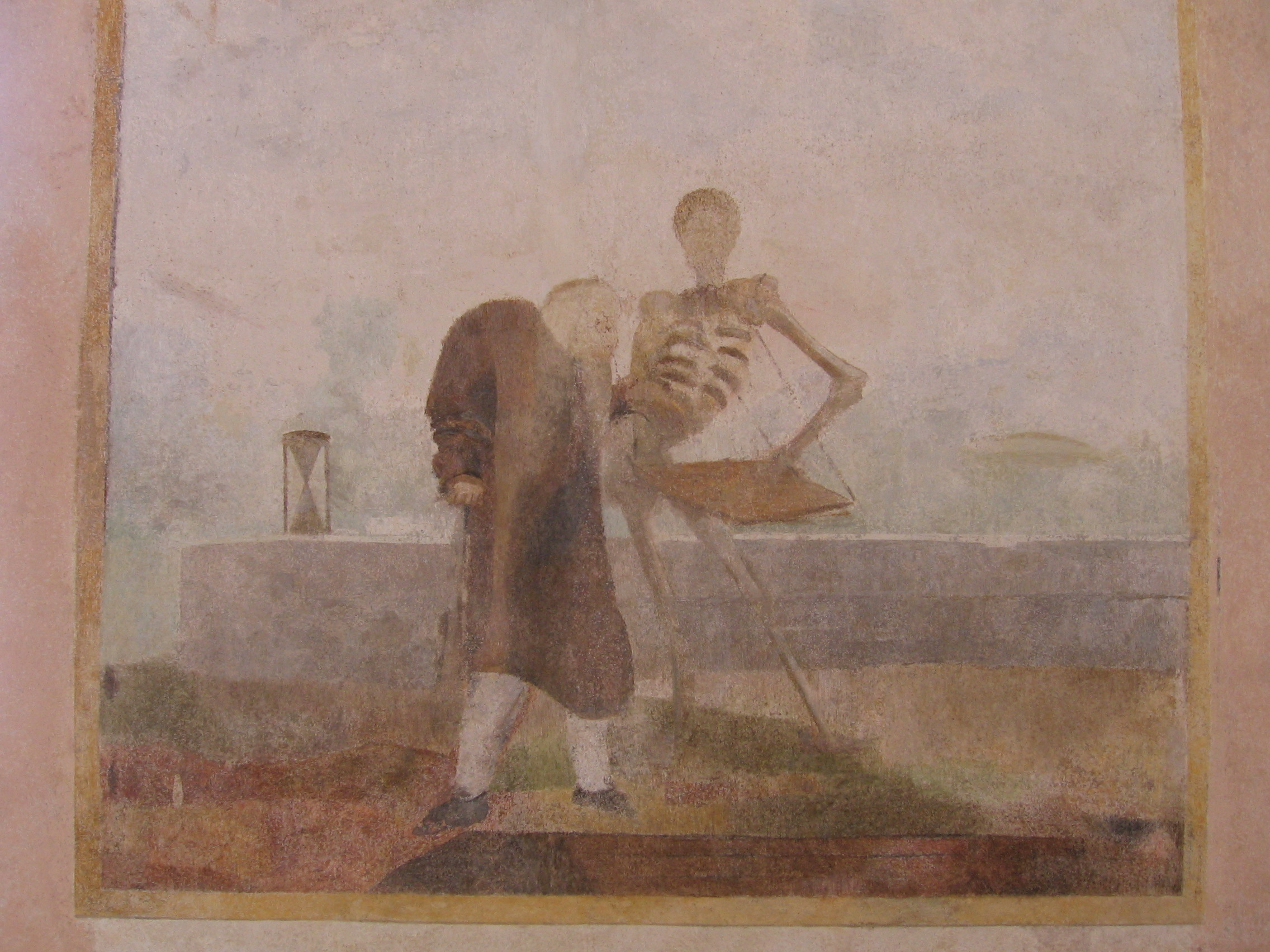
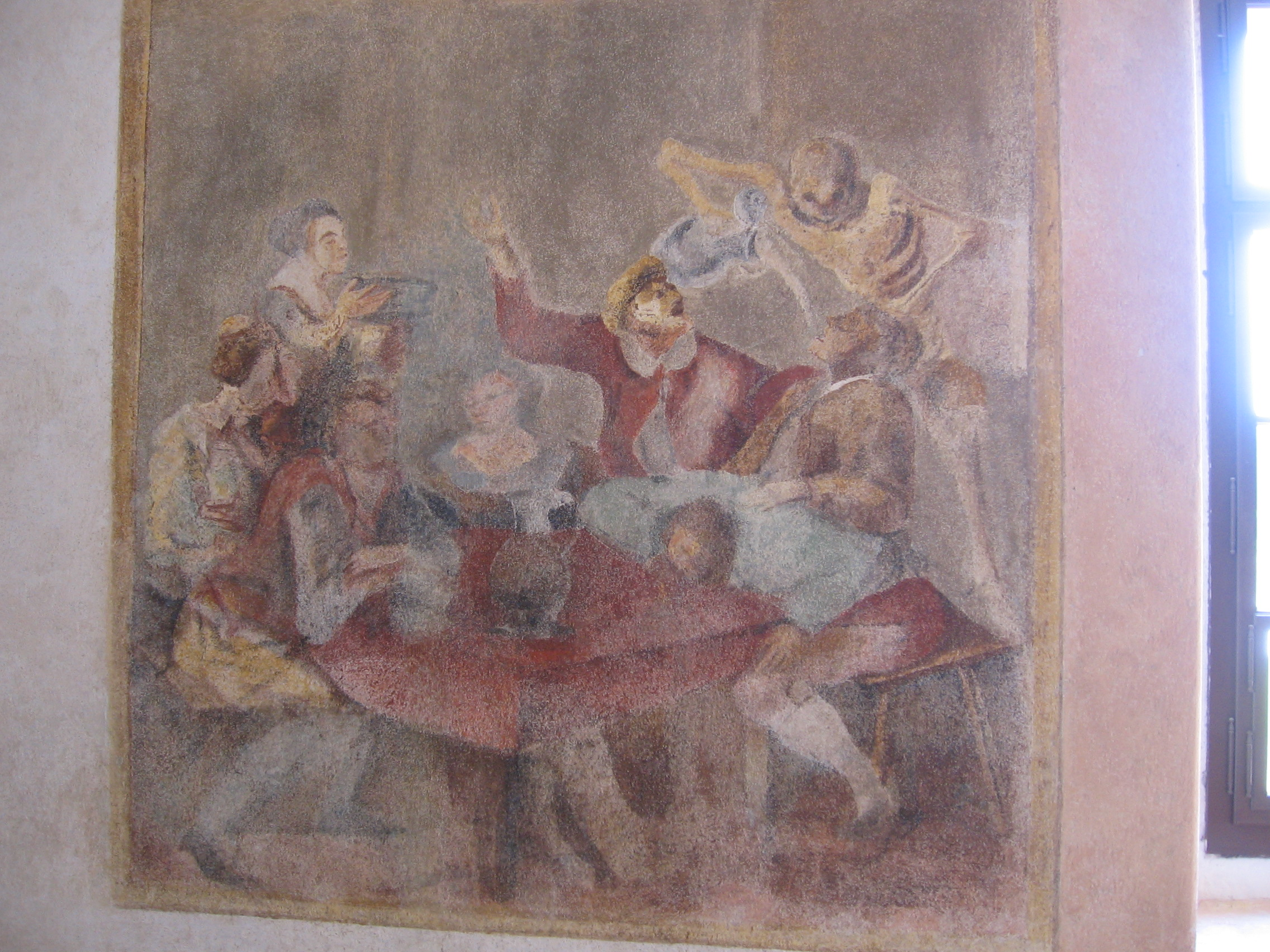

## XIX-XX століття
У XIX та у XX століттях тема перестає буди монопольною для візуальних мистецтв, хоча з'являються її нові інтерпретації, формально не пов'язані з традиційними прототипами та неможливими у середньовіччі (Альфред Ретель. Аркуші «Смерть на барикадах», «Смерть як пройдисвіт», «Смерть як провокатор війни», 1849 р.)
«Танок смерті» як тема знайшов втілення в музичних творах — до неї звертались Каміль Сен-Санс, Ференц Ліст, Модест Мусоргський, Артюр Онеггер, Арнольд Шонберг, Дмитро Шостакович тощо.

## Обрані твори (галерея)

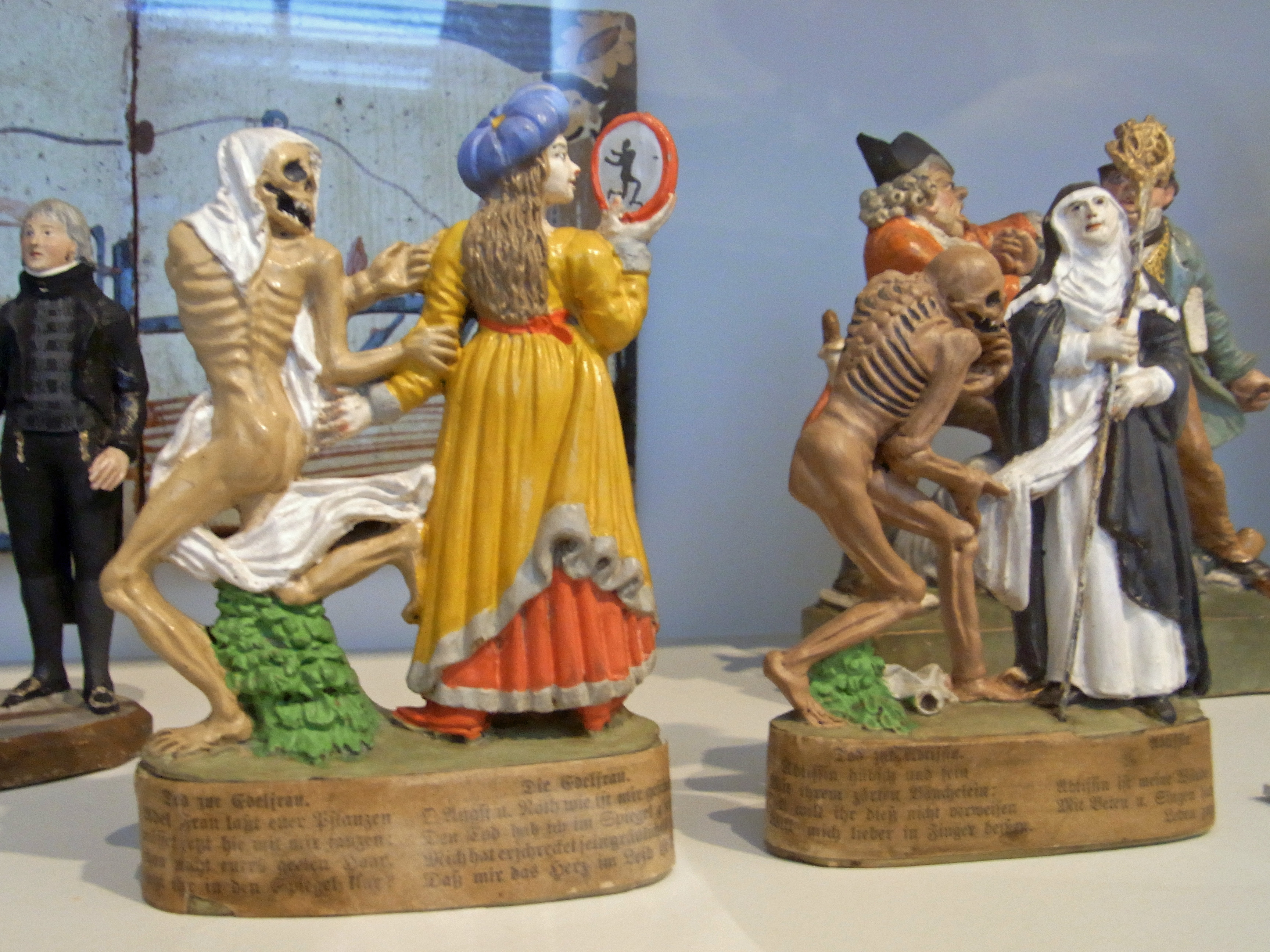
Теракоти «Танок смерті» за сюжетами гравюр Маттеуса Маріана старшого, «Смерть і шляхетна пані», «Смерть і черниця»

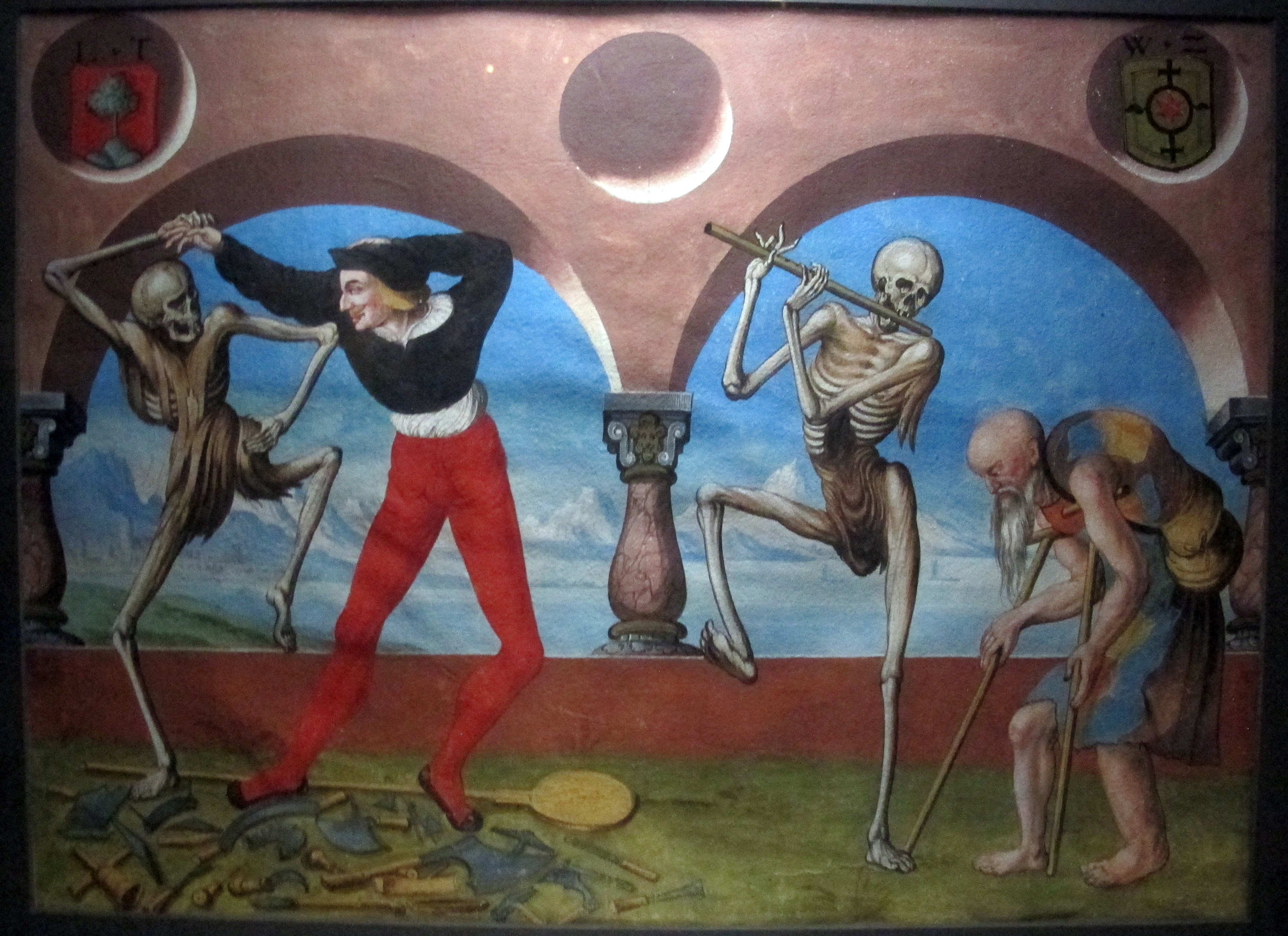
Худ. Альбрехт Кав, копія стінопису 1520 р. у колишньому домініканському цвинтарі, виконана 1649 р. Берн, Швейцарія.
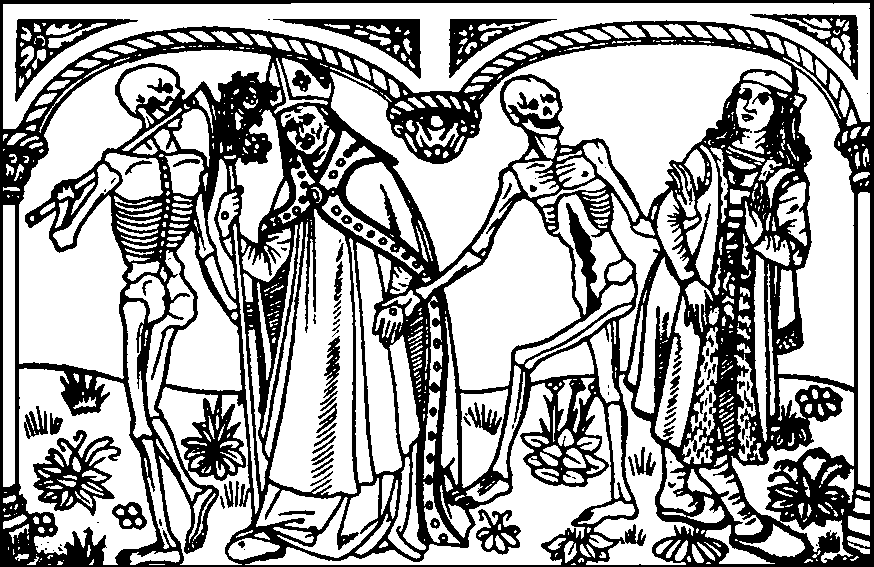
Гійо Маршан, графічна серія «Танок смерті»
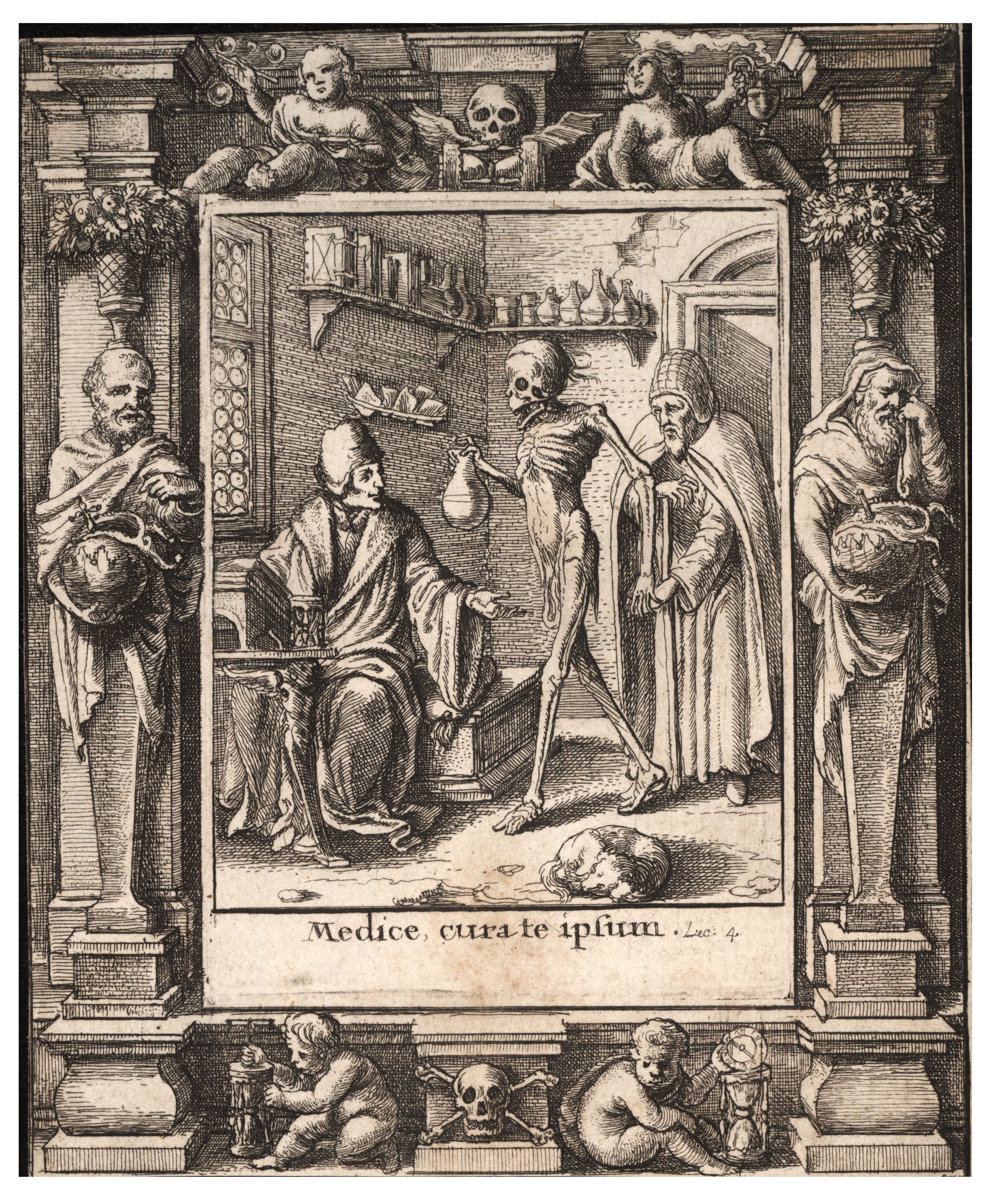
Венцель Холлар. «Лікарю, вилікуй себе сам»
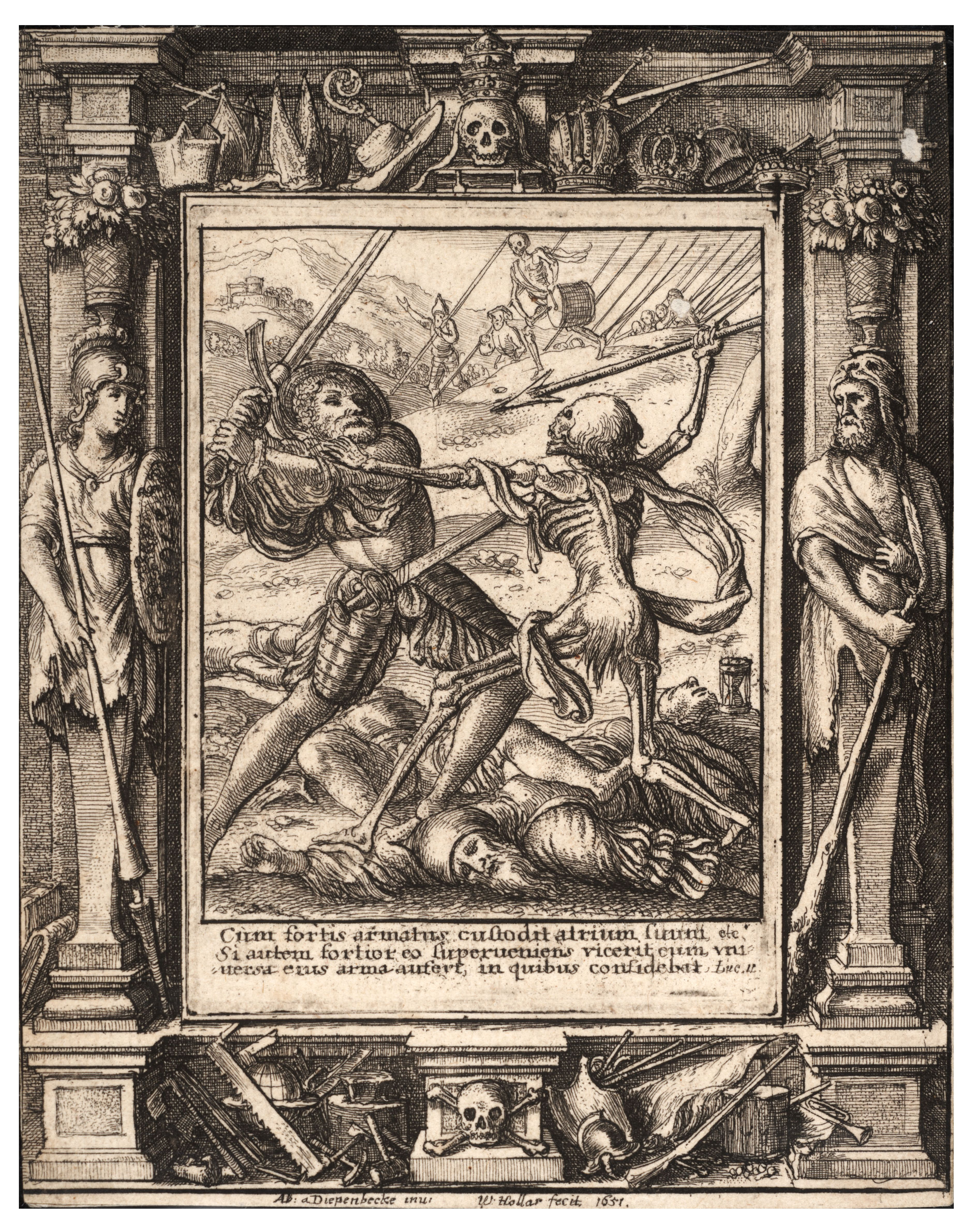
Венцель Холлар. «Смерть лицаря»
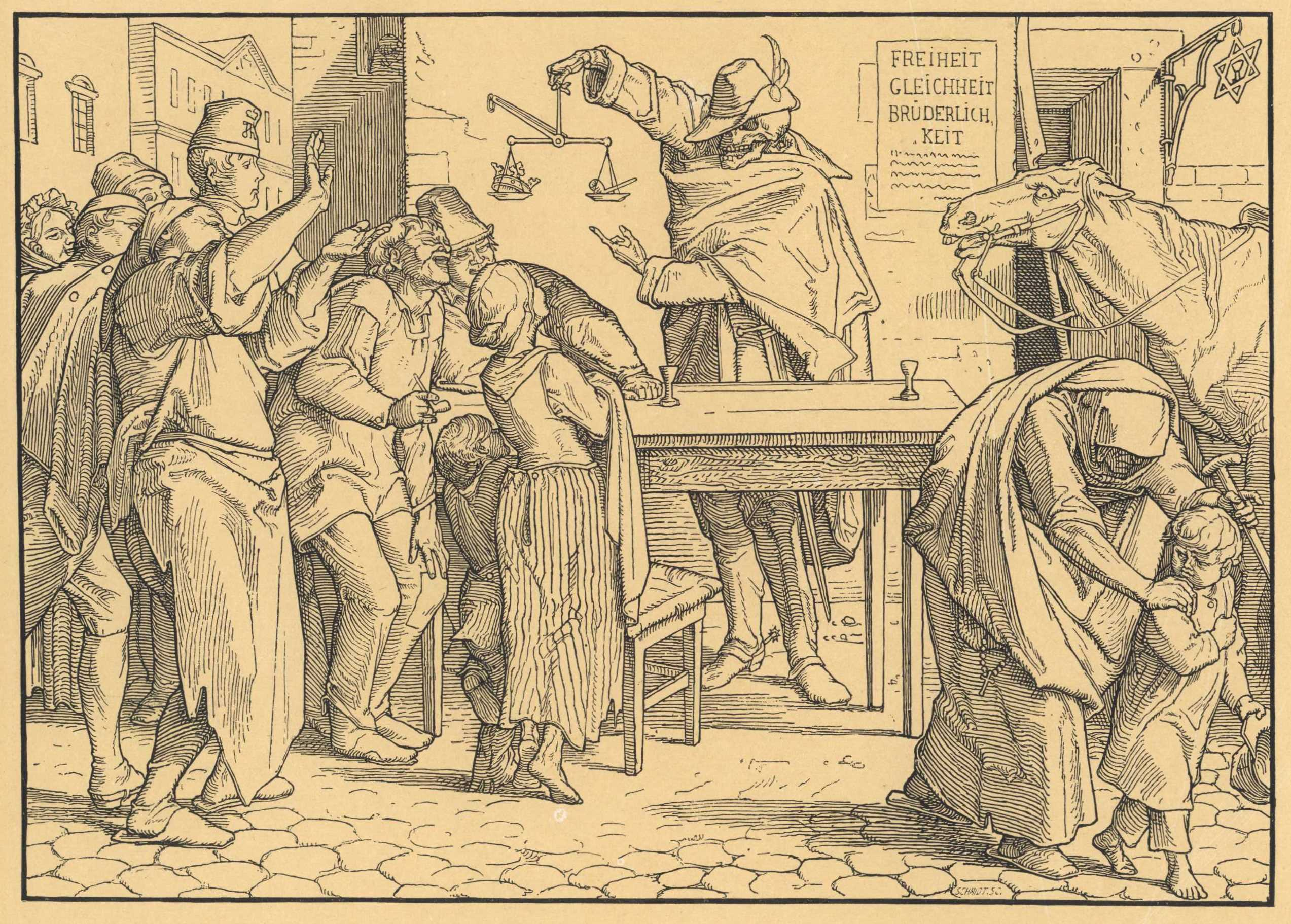
Альфред Ретель. «Смерть як пройдисвіт», 1849 р.
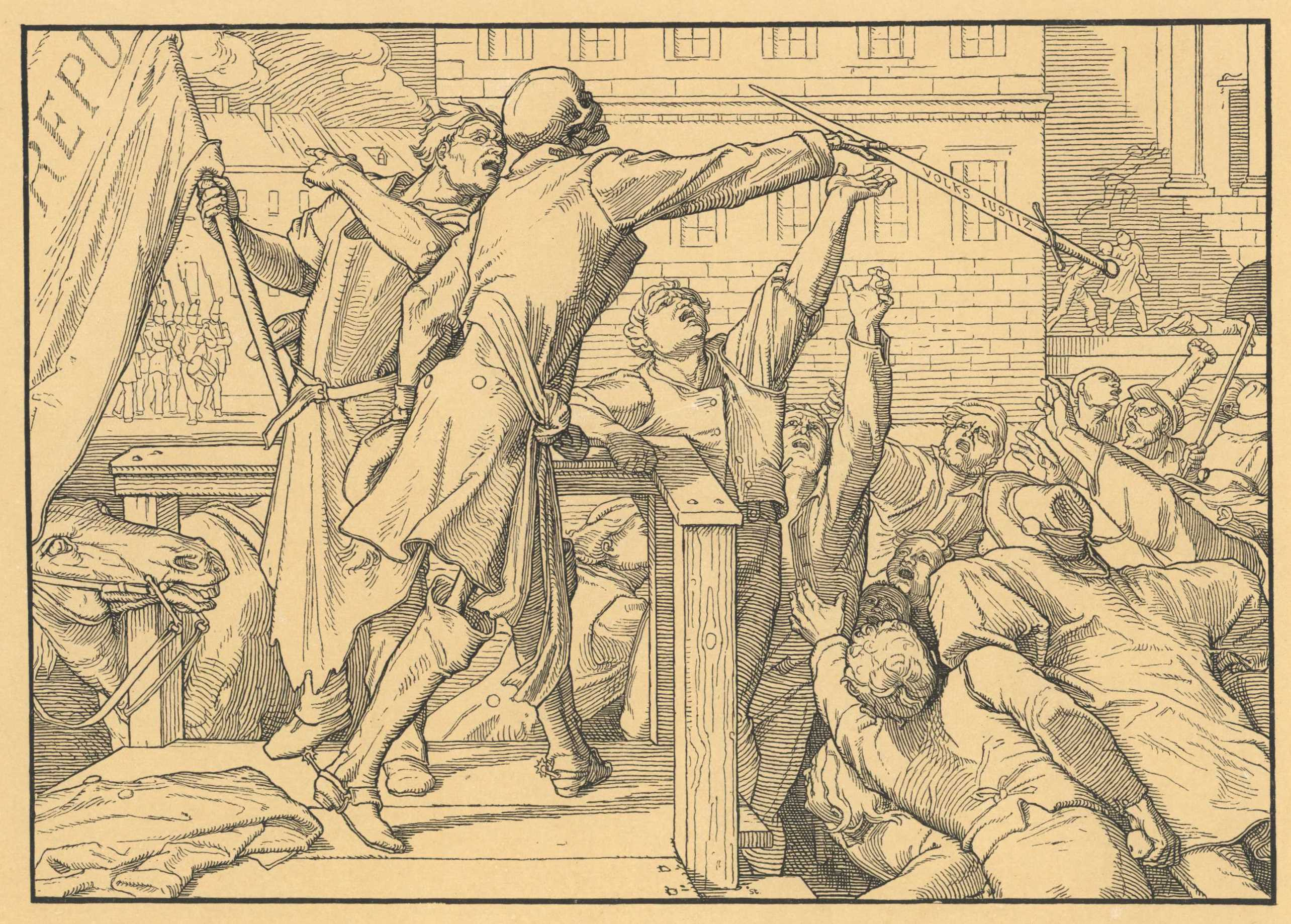
Альфред Ретель. «Смерть як провокатор війни», 1849 р.
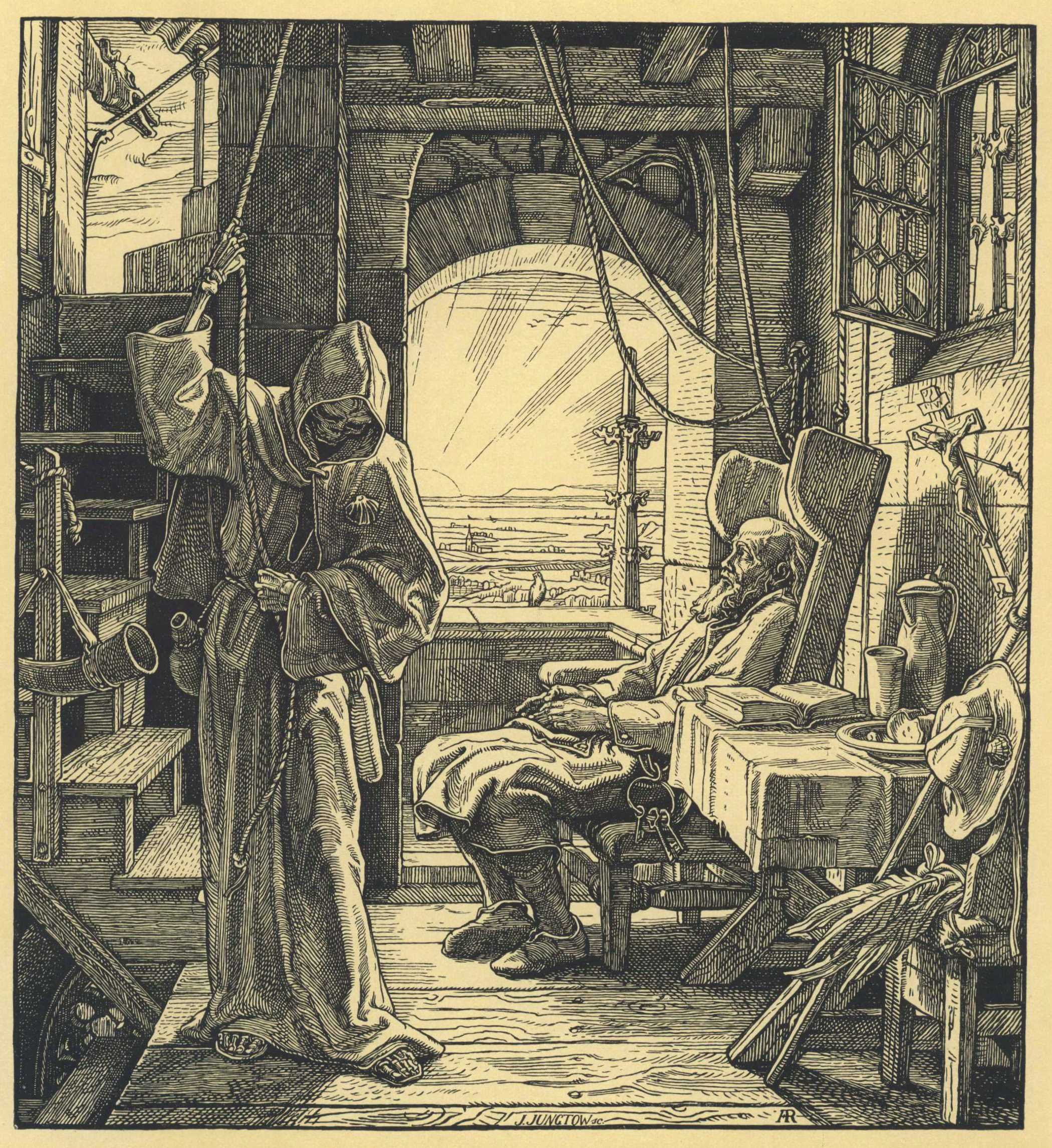
Альфред Ретель. «Смерть звонаря»
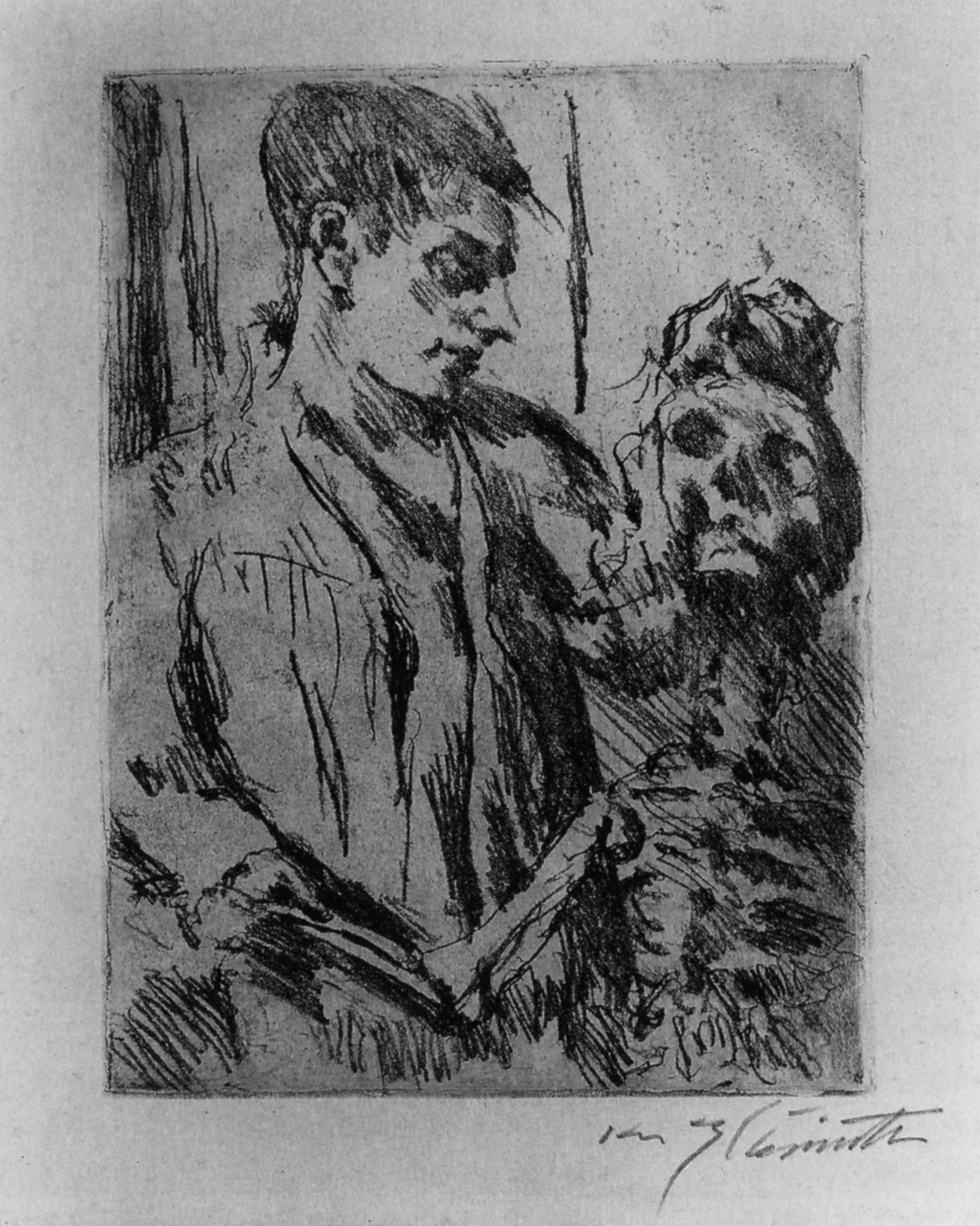
Ловіс Корінт, графічна серія «Танок смерті»
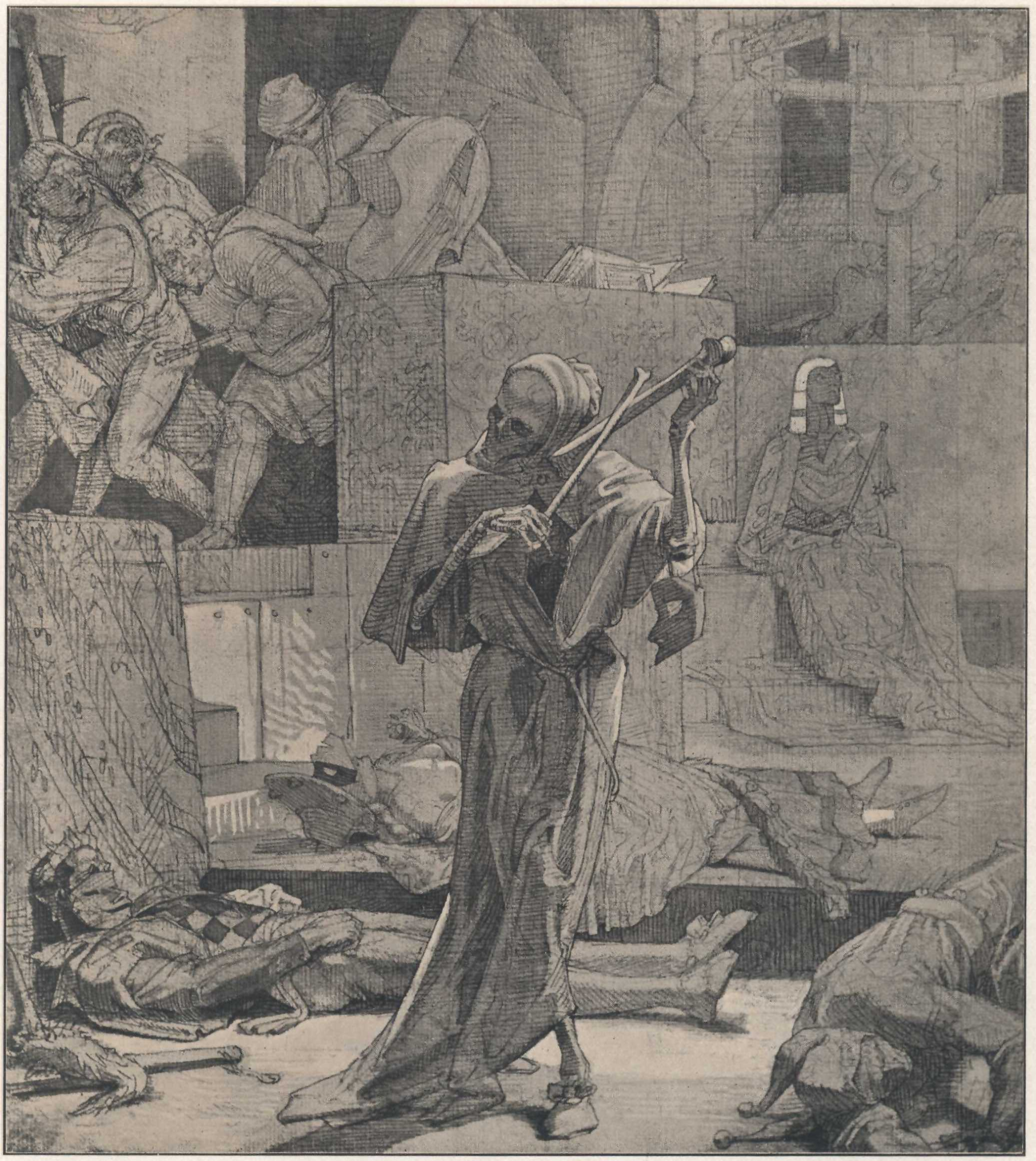
Альфред Ретель. «Смерть на бенкеті», 1848 р.

## Неповний перелік художників, що розробляли танок смерті
- Конрад Віц (1440)
- Бернт Нотке (1477)
- Гійо Маршан (1486)
- Міхаель Вольгемут (1493)

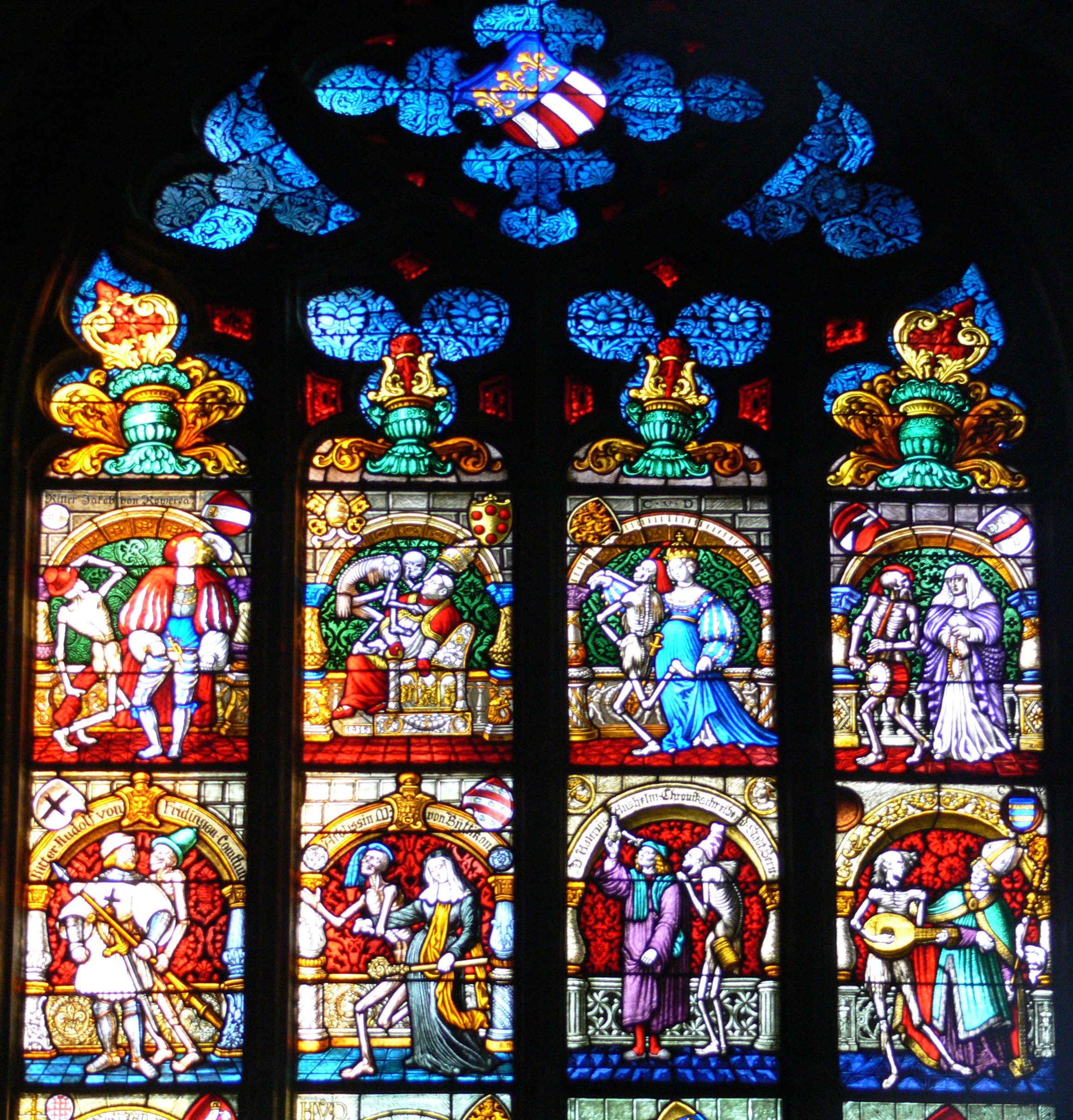
Едуард фон Родт. Вітраж «Танок смерті», Берн, 1918 р.

- Ніколаус Мануель (1514—1520 рр.)
- Ганс Гольбейн молодший (1538)
- Якоб фон Віль (Швейцарія), (злам 16-17 ст.)
- Маттеус Меріан старший (1593—1650)
- Вацлав Холлар (1651)
- Антоній Грушецький (1770-ті)
- Альфред Ретель (1848)
- Макс Слефогт (1896)
- Отто Дікс (1917)
- Альфред Кубін (1918)
- Ловіс Корінт (1921)
- Ернст Барлах (1924)
- Франс Мазерель (1941)